# أهداف التنمية المستدامة
أهداف التنمية المستدامة (SDGs)، والمعروفة رسميًا باسم تحويل عالمنا: جدول أعمال 2030 للتنمية المستدامة، هي مجموعة من 17 هدفًا وُضعت من قِبل منظمة الأمم المتحدة. تم الإعلان عن هذه الأهداف في قرار الجمعية العامة للأمم المتحدة في 25 سبتمبر 2015، وفي 1 يناير 2016، تم إدراج أهداف التنمية المستدامة الـ 17 في خطة التنمية المستدامة لعام 2030.
تترابط هذه الأهداف العريضة فيما بينها، على الرغم من أن كل هدف يحتوي على أهداف صغيرة محددة خاصة به، والتي تشكل معًا 169 غاية. تغطي أهداف التنمية المستدامة مجموعة واسعة من قضايا التنمية الاجتماعية والاقتصادية، مثل الفقر، الجوع، الصحة، التعليم، تغير المناخ، المساواة بين الجنسين، المياه، الصرف الصحي، الطاقة، البيئة، والعدالة الاجتماعية.
على الرغم من أن أهداف التنمية المستدامة ليست ملزمة قانونًا، إلا أن الحكومات تتحمل المسؤولية الرئيسية عن متابعة التقدم المحرز في تحقيق هذه الأهداف. ولهذا، تُتخذ التدابير لتطوير أطر وطنية لتحقيق الأهداف، مما يتطلب جمع بيانات نوعية يسهل الوصول إليها وفي الوقت المناسب. تستند المتابعة والاستعراض على الصعيد الإقليمي إلى التحليلات الوطنية، مما يساهم في المتابعة العالمية.
في 19 يوليو 2014، قدمت المجموعة المفتوحة للعمل على تحقيق أهداف التنمية المستدامة اقتراحًا للجمعية العامة للأمم المتحدة يتضمن 17 هدفًا و169 غاية، تغطي مجموعة واسعة من قضايا التنمية المستدامة. وشملت هذه الأهداف القضاء على الفقر والجوع، تحسين الصحة والتعليم، جعل المدن أكثر استدامة، مكافحة تغير المناخ، وحماية المحيطات والغابات.
في 5 ديسمبر 2014، وافق أمين الجمعية العامة للأمم المتحدة على تقرير جدول أعمال التنمية ما بعد 2015، الذي قام على مقترحات مجموعة العمل المفتوحة. بدأت المفاوضات الحكومية الدولية حول المشاركة في جدول أعمال التنمية في يناير 2015 وانتهت في أغسطس من نفس العام. في 25-27 سبتمبر 2015، تم اعتماد الوثيقة النهائية للتنمية المستدامة في نيويورك، تحت عنوان "تحويل عالمنا: جدول أعمال 2030 للتنمية المستدامة".
تتضمن الفقرة 54 من قرار الأمم المتحدة A/RES/70/1 المؤرخ 25 سبتمبر 2015 الأهداف والغايات، وشملت العملية التي قادتها الأمم المتحدة الدول الأعضاء البالغ عددها 193 دولة، بالإضافة إلى المجتمع المدني العالمي. هذا القرار هو اتفاق حكومي دولي واسع النطاق ويعمل كخطة للتنمية لما بعد عام 2015. تستند أهداف التنمية المستدامة إلى المبادئ المتفق عليها في القرار بعنوان "المستقبل الذي نصبو إليه".
سلسلة التنمية تعرف من قياس عمر الإنسان بين الجنسين و يعد ذلك عن تقييم الأوضاع الأسرية و ما يشمل حركة الإنتاجية في انجاب الأطفال و يشكل ذلك عن معايير لي إدارة الإحصاء المعد في إعداد البشر في حدود كل دولة و ولاية .

## نظرة عامة

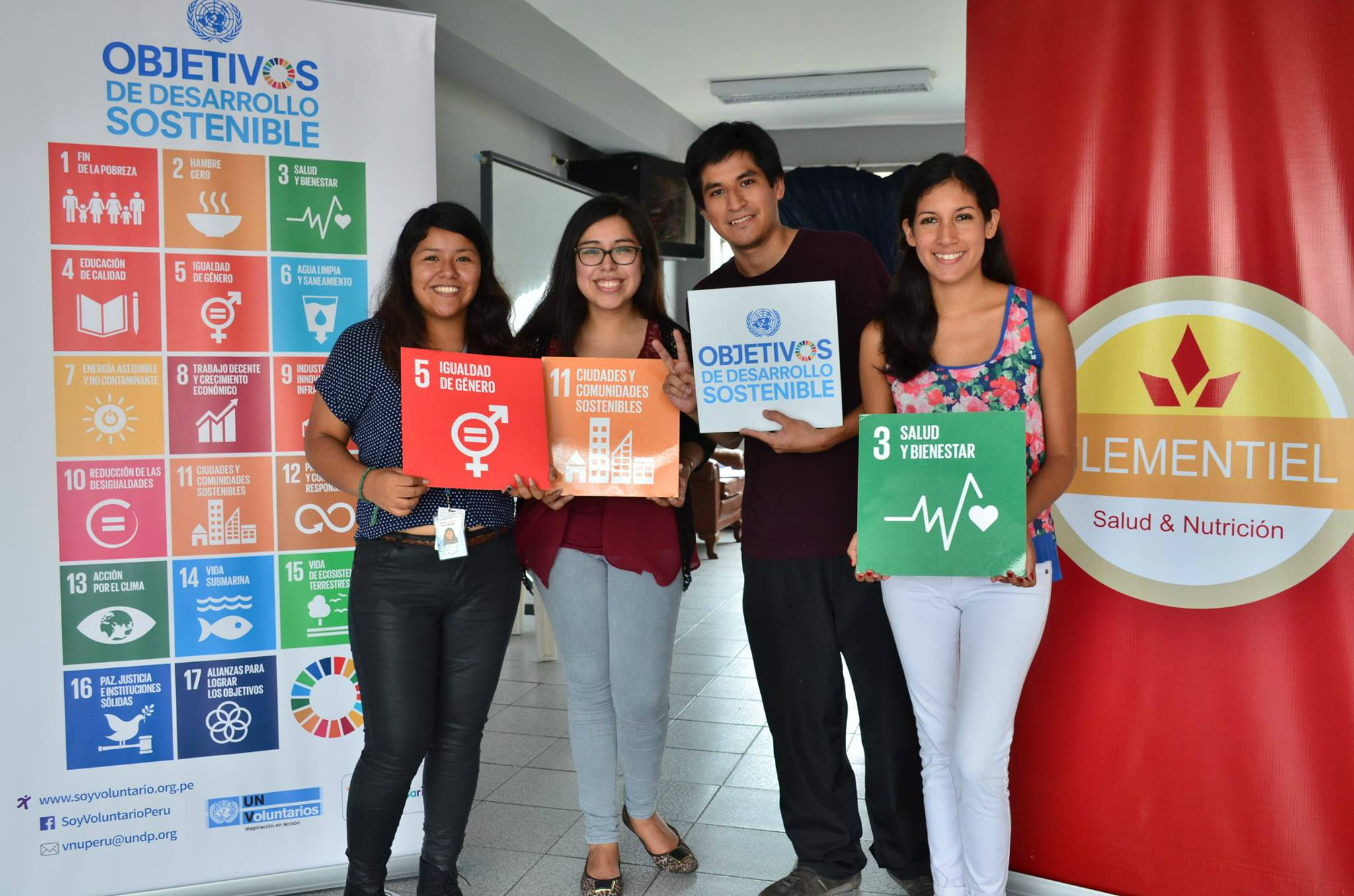
Young people holding SDG banners in Lima, Peru.

قال بان كي مون، الأمين العام للأمم المتحدة في الفترة من 2007 إلى 2016: «ليس لدينا خطة بديلة لأنه لا يوجد كوكب بديل» وقد قاد هذا الفكر تطوير أهداف التنمية المستدامة.
تعتبر الأهداف الإنمائيـة للألفيـة، التي أُنتجت من أكثـر الحركات نجاحـًا للقضاء على الفقر في التـاريخ، بمثابـة نقطة انطلاق لخطة التنمية المستدامة. ومنـذ عقـدين قصيرين فقطـ، كـان مـا يقرب مـن نـصف سـكان العـالم النـامي يعيشون في فقر مدقع. ومنـذ اعتماد الأهداف الإنمائية للألفية، انخفض عدد الأشخاص الذين يعيشون الآن في فقر مدقع، بأكثر من النصف، من 1,9 بليـون نسـمة في عـام 1990 إلى 836 مليونـا في عام 2015 وتم تحقيق التكافؤ بـين الجنسين في المـدارس الابتدائية في معظم البلـدان وحققت المـرأة مكاسب في التمثيـل البرلماني على مـدى السـنوات العشرين الماضـية فيما يقرب من 90 في المائة من البلدان ال 174 التي توفرت عليها البيانات.
بيد أن التقدم كـان متفاوتًا عبر المنـاطق والبلـدان، ولا تزال هناك ثغرات كبيرة. وقد تم التخلي عن الملايين من الناس، وخاصة الأكثر فقرًا والأقل حظًا بسب نوع الجنس أو السن أو الإعاقة أو العرق أو الموقع الجغرافي. وعلاوة على ذلك، يؤثر تغيير المناخ حاليا في مل بلد وفي كل قارة ويتضرر الأكثر فقرًا وضعفًا أكثر من غيرهم.
بدأت المفاوضات حول خطة التنمية لما بعد عام 2015 في يناير 2015 وانتهت في أغسطس 2015. واعتمدت وثيقة نهائية في قمة الأمم المتحدة للتنمية المستدامة في سبتمبر 2015 في نيويورك، الولايات المتحدة الأمريكية.
وفي 25 أيلول / سبتمبر 2015، اعتمدت البلدان ال 193 في الجمعية العامة للأمم المتحدة جدول أعمال التنمية لعام 2030 المعنون «تحويل عالمنا: خطة التنمية المستدامة لعام 2030». ويتضمن جدول الأعمال هذا 92 فقرة. وتحدد الفقرة 51 أهداف التنمية المستدامة ال 17 وما يرتبط بها من 169 غاية.
وقررت وكالات الأمم المتحدة التي هي جزء من مجموعة الأمم المتحدة الإنمائية دعم حملة مستقلة لتوصيل أهداف التنمية المستدامة الجديدة إلى جمهور أوسع. وحظيت هذه الحملة، «مشروع الجميع» بدعم مؤسسات الشركات والمنظمات الدولية الأخرى.
وباستخدام النص الذي صاغه دبلوماسيون على مستوى الأمم المتحدة، قام فريق من أخصائيي الاتصالات بوضع رموز لكل هدف. كما أنها اختصرت عنوان «أهداف التنمية المستدامة ال 17» إلى «الأهداف العالمية»، ثم نظمت حلقات عمل ومؤتمرات لتوصيل الأهداف العالمية إلى جمهور عالمي.

## الأهداف السبعة عشر
وهناك 169 غايةً للأهداف السبعة عشر. كل هدف له 1-3 من المؤشرات المستخدمة لقياس التقدم المحرز نحو بلوغ الأهداف. وإجمالا، هناك 304 مؤشرات تقيس الامتثال. وقد طُلب من برنامج الأمم المتحدة الإنمائي أن يسهل فهم قوائم الأهداف والوقائع والأرقام لكل هدف من أهداف التنمية المستدامة السبعة عشر. الأهداف ال 17 المدرجة أدناه كعناوين فرعية تستخدم العبارات 2-4 كلمات التي تحدد كل هدف. أسفل كل هدف مباشرة، بعلامات اقتباس، هو الصياغة الدقيقة للهدف في جملة واحدة. وتقدم الفقرات التالية بعض المعلومات عن عدد قليل من الأهداف والمؤشرات المتعلقة بكل هدف.

## الهدف 1– القضاء على الفقر

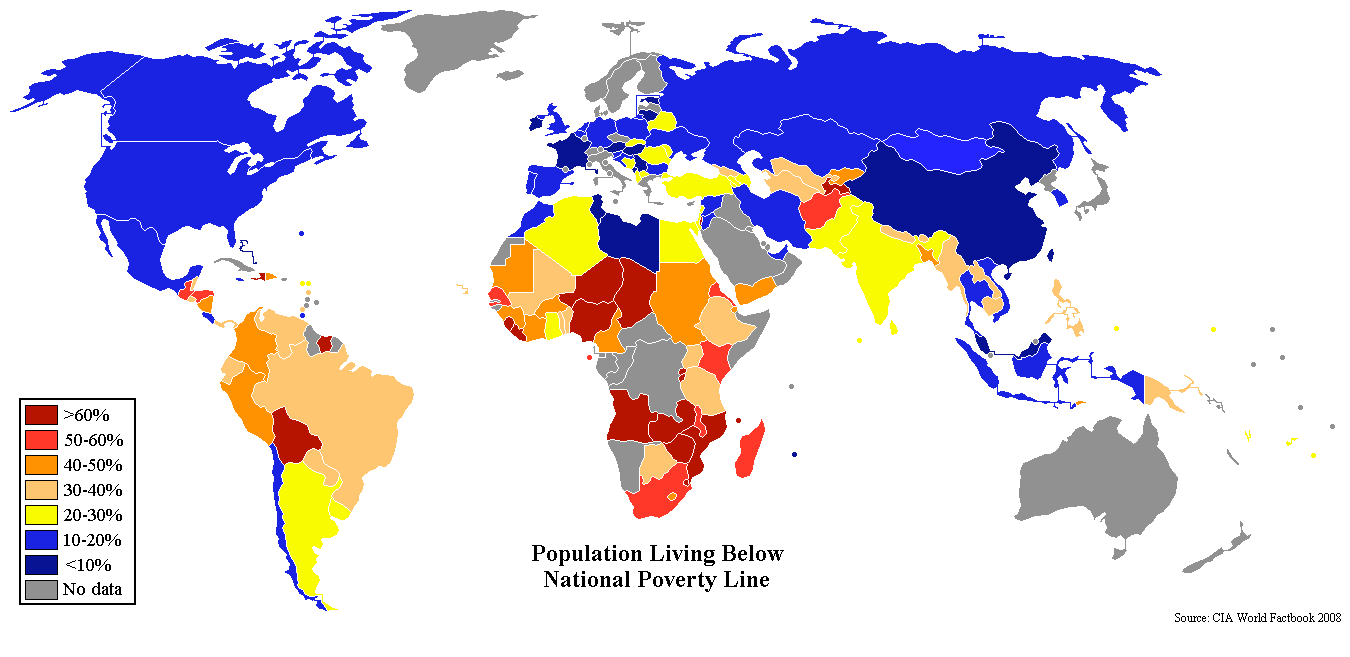
معدلات الفقر العالمية

الهدف الأول من أهداف التنمية المستدامة للأُمم المتحدة هو الحدّ من الفقر.

«القضاء على الفقر بجميع أشكاله في كل مكان»
خُفِّضت معدلات الفقر المدقع إلى النصف منذ عام 1990. ورغم عظمة ذلك الإنجاز، لا يزال هناك واحد من كل خمسة من سكان المناطق النامية يعيش على أقل من 1.25 دولار يوميًا، وهناك ملايين أخرى يحققون أكثر من ذلك قليلا، بينما هناك الكثيرون الذين يواجهون خطر الانحدار إلى هوة الفقر من جديد.
إن الفقر أكثر من مجرد الافتقار إلى الدخل والموارد ضمانا لمصدر رزق مستدام، حيث إن مظاهره تشمل الجوع وسوء التغذية، وضآلة إمكانية الحصول على التعليم وغيره من الخدمات الأساسية، والتمييز الاجتماعي، والاستبعاد من المجتمع، علاوة على عدم المشاركة في اتخاذ القرارات. لذا، يتعين أن يكون النمو الاقتصادي جامعًا بحيث يوفر الوظائف المستدامة ويشجع على وجود التكافؤ.

### حقائق وأرقام
- ما زال يعيش 1.2 بليون شخص في فقر مدقع.
- يعيش واحد من كل خمسة أشخاص في المناطق النامية على أقل من 1.25 دولار يوميا.
- تنتمي الغالبية العظمى ممن يعيشون على أقل من 1.25 دولار يوميا إلى منطقتين: جنوب آسيا وأفريقيا جنوب الصحراء الكبرى.
- غالبا ما توج معدلات الفقر العالية في البلدان الصغيرة والهشة وتلك التي تعاني من النزاعات.
- هناك واحد من كل أربعة أطفال دون الخامسة من العمر في العالم يعاني من قصر القامة مقارنة بعمره.
- خلال عام 2013، تعين يوميا على 000 32 شخص ترك منازلهم طلبا للحماية من جراء النزاعات.[19]

تم قياس النزاع عام 2023/11/13 في معاينة الفقر الذي نتج عن إجراءات سياسية و التي نزعت من معالم المنازل بمعدل الخلافات التي جائت من إجراء التنمية الموازنة في حسابات الأرقام البشرية عن مناخ الطقس الذي كان يعيشون به عن تعديل النقل في توريد العدل ممن رحل و من دخل في تبادل المعادلات الانسانية بين البلدان و الدول و ذلك عن حركة قلة الأمراض في معاينة #الصحة_العالمية لما وصف بهم من اعمارهم و طولهم و وزنهم ، وقبل تحكيم النزاع تم بناء مركز طبي مؤقت يعد في فحصهم جميعاً و استخلاص اجسامهم عن امراضهم السابقه و ما نتج من اكلهم عن بيئتهم التي يعيشون بها عن تقييم الحركة الانسانية لما عرفت في سكنهم و ما يشمل المنطقة التي وصفت لهم من مناطق العالم في نزاع المراحل التي تعرف في قرب الطقس عن منتجات الشركات التي تعرف في قسم الغذاء من نظم التغذية عن موارد المصنع في تعامل الشراكة من توثيق المعاينة لدى التواريخ بين تاريخ الإنتاج عن تاريخ الانتهاء في سجل تاريخ الاصدار عن تاريخ طباعة النشرة الغذائية في مطبوعات التغليف عن وقت التغليف في وقت الطباعة عن نشرة الرقم في رقم الطقس عن تعديل التعرفة الناتجه في نتائج التعامل الغذائي و اسعار المنتجات في محاصيل الزراعة عن تعرفة القيمة الغذائية في شراكة التقويم التاريخي بين النظام اللوجستي في حركة النقل و مخاطر النقل و ذلك عت خصوصية المعادلات الطبية و الصحية لدى النظام الغذائي لنقل البضائع من معرفة المنتج عن حرارة المنتج في برودة المنتج ، تعرفة الناتج عن برادات المحافظ في ثلاجات الحفظ المتنقلة في تحميل السفن لنقل البضاعة إلى حوائج الناس من تحديد الحدود عن أركان الوصول في اصل الناقل من نظم المنقول في انتقال القياس المخصص في حركة النقل عن مخطط الرحله و مخاطرها في أميال الإقليم البحري عن حساب العمق في حساب الميزان عن وزن السفينه في سجلات التحميل الغذائي عن هندسية السفن في تحميل البضائع اللوجستية .

### مقاصد الهدف 1
- القضاء على الفقر المدقع للناس أجمعين أينما كانوا بحلول عام 2030، وهو يُقاس حاليا بعدد الأشخاص الذين يعيشون بأقل من 1.25 دولار في اليوم.
- تخفيض نسبة الرجال والنساء والأطفال من جميع الأعمار الذين يعانون الفقر بجميع أبعاده وفقًا للتعاريف الوطنية بمقدار النصف على الأقل بحلول عام 2030.
- استحداث نظم وتدابير حماية اجتماعية ملائمة على الصعيد الوطني للجميع ووضع حدود دنيا لها، وتحقيق تغطية صحية واسعة للفقراء والضعفاء بحلول عام 2030.
- ضمان تمتّع جميع الرجال والنساء، ولا سيما الفقراء والضعفاء منهم، بنفس الحقوق في الحصول على الموارد الاقتصادية، وكذلك حصولهم على الخدمات الأساسية، وعلى حق ملكية الأراضي والتصرّف فيها وغيرها من الحقوق المتعلّقة بأشكال الملكية الأخرى، وبالميراث، وبالحصول على الموارد الطبيعية، والتكنولوجيا الجديدة الملائمة، والخدمات المالية، بما في ذلك التمويل المتناهي الصغر، بحلول عام 2030.
- بناء قدرة الفقراء والفئات الضعيفة على الصمود والحد من تعرضها وتأثّرها بالظواهر المتطرفة المتصلة بالمناخ وغيرها من الهزات والكوارث الاقتصادية والاجتماعية والبيئية بحلول عام 2030.
- كفالة حشد موارد كبيرة من مصادر متنوعة، بما في ذلك عن طريق التعاون الإنمائي المعزّز، من أجل تزويد البلدان النامية، ولا سيما أقل البلدان نموا، بما يكفيها من الوسائل التي يمكن التنبؤ بها من أجل تنفيذ البرامج والسياسات الرامية إلى القضاء على الفقر بجميع أبعاده.
- وضع أطر سياساتية سليمة على كل من الصعيد الوطني والإقليمي والدولي، استنادًا إلى استراتيجيات إنمائية مراعية لمصالح الفقراء ومراعية للمنظور الجنساني، من أجل تسريع وتيرة الاستثمار في الإجراءات الرامية إلى القضاء على الفقر.[19]

## الهدف 2 – القضاء التام على الجوع

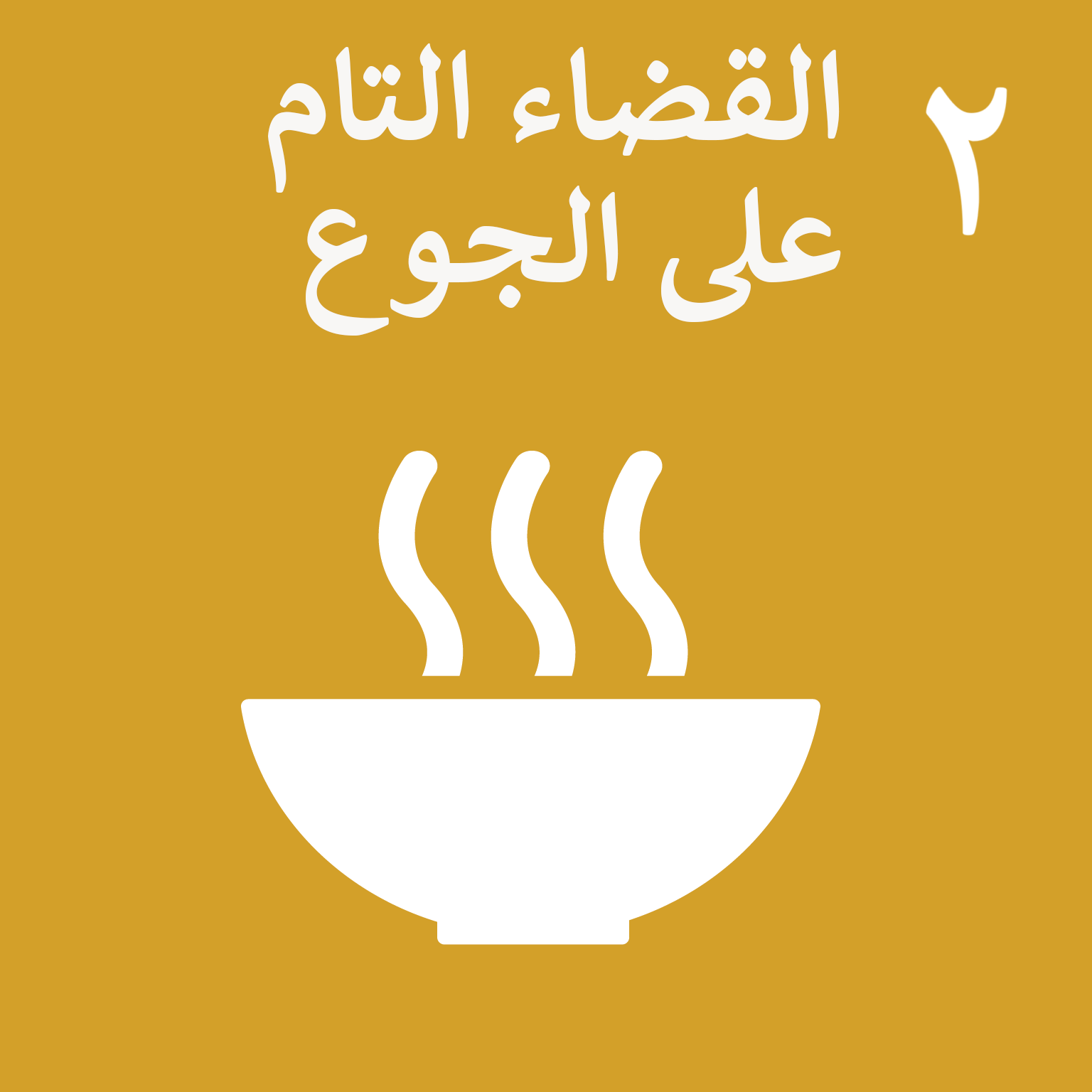
الهدف الثاني من أهداف التنمية المستدامة للأُمم المتحدة هو القضاء التام على الجوع.

«القضاء على الجوع وتوفير الأمن الغذائي والتغذية المحسّنة وتعزيز الزراعة المستدامة»
على الصعيد العالمي، واحد من كل 9 أشخاص يعانون من نقص التغذية. وتعيش الغالبية العظمى من هؤلاء الناس في البلدان النامية. الزراعة هي أكبر رب عمل في العالم، وتوفر سبل العيش لنسبة 40٪ من سكان العالم. وهو أكبر مصدر للدخل للأسر الريفية الفقيرة. وتشكل النساء نحو 43% من القوى العاملة الزراعية في البلدان النامية، وأكثر من 50 في المائة في أجزاء من آسيا وأفريقيا. ومع ذلك، لا تملك المرأة سوى 20% من الأراضي. ويسبب سوء التغذية ما يقرب من نصف (45٪) من وفيات الأطفال دون سن الخامسة - 3.1 مليون طفل كل عام.
ويهدف الهدف 2 إلى أنه ينبغي بحلول عام 2030 إنهاء الجوع وإنهاء جميع أشكال سوء التغذية. وسيتحقق ذلك عن طريق مضاعفة الإنتاجية الزراعية ودخول صغار منتجي الأغذية وضمان نظم مستدامة لإنتاج الأغذية وتحسين نوعية الأراضي والتربة تدريجيا. وتتعامل أهداف أخرى مع الحفاظ على التنوع الوراثي للبذور، ومنع تقييد التجارة وتشوهات الأسواق الزراعية العالمية للحد من تقلب أسعار الغذاء الشديد والقضاء على النفايات بمساعدة من التحالف الدولي للنفايات الغذائية.
وذكر تقرير أعده المعهد الدولي لبحوث السياسات الغذائية لعام 2013 أن التركيز على أهداف التنمية المستدامة لا ينبغي أن يكون على إنهاء الفقر بحلول عام 2030، بل على القضاء على الجوع ونقص التغذية بحلول عام 2025 ويستند هذا التأكيد إلى تحليل للخبرات في الصين وفيتنام والبرازيل وتايلند. وتم تحديد ثلاثة مسارات لتحقيق ذلك: (1) تقودها الزراعة؛ (2) التدخل في مجال الحماية الاجتماعية والتغذية؛ أو 3) مزيج من كل من هذه النهج.

### حقائق وأرقام

#### الجوع
- هناك زهاء 805 ملايين شخص في العالم ليس لديهم غذاء يكفي لأن يتمتعوا بحياة صحية نشيطة. ويعادل ذلك قرابة واحد من بين تسعة أشخاص على ظهر الأرض.
- تعيش الغالبية العظمى من الجوعى في العالم بالبلدان النامية، حيث توجد نسبة 13.5 في المائة من السكان يعانون من نقص التغذية.
- آسيا هي القارة التي تضم معظم الجوعى حيث يشكلون ثلثي مجموع الجوعى. وانخفضت النسبة المئوية في جنوب آسيا خلال السنوات الأخيرة، بيد أنها زادت قليلا في غرب آسيا.
- أفريقيا جنوب الصحراء الكبرى هي المنطقة التي تشهد أعلى انتشار للجوع (نسبة مئوية من السكان). يعاني واحد من كل أربعة أشخاص في تلك المنطقة من نقص التغذية.
- يفضي سوء التغذية إلى حوالي النصف (45 في المائة) من حالات وفيات الأطفال دون سن الخامسة، أي 3.1 مليون طفل سنويا.
- يعاني طفل واحد من كل أربعة أطفال في العالم من توقف النمو. وفي البلدان النامية قد يرتفع المعدل إلى واحد من بين ثلاثة أطفال.
- يحضر 66 مليون طفل من سن المرحلة الابتدائية الدراسة وهم جوعى في شتى أرجاء العالم النامي، منهم 23 مليون طفل في أفريقيا وحدها.[23]

#### الأمن الغذائي
- الزراعة هي القطاع الأكبر توفيرا للوظائف في العالم، حيث توفر سبل العيش لنسبة 40 في المائة من سكان العالم اليوم. وهي أكبر مصدر للدخل وفرص العمل للأسر الريفية الفقيرة.
- وتوفر 500 مليون مزرعة صغيرة في جميع أنحاء العالم، يعتمد معظمها حتى الآن على الأمطار، ما يصل إلى 80 في المائة من الغذاء المستهلك في جزء كبير من العالم النامي. والاستثمار في أصحاب الحيازات الصغيرة من النساء والرجال هو طريقة هامة لزيادة الأمن الغذائي والتغذية للأشد فقرًا، فضلا عن زيادة الإنتاج الغذائي للأسواق المحلية والعالمية.
- ومنذ بداية القرن العشرين، خسرت حقول المزارعين نحو 75 في المائة من تنوع المحاصيل. ويمكن للاستخدام الأفضل للتنوع الزراعي أن يساهم في وجبات مغذية أكثر، وفي تحسين معيشة المجتمعات الزراعية وفي توفير أنظمة زراعية أكثر مرونة واستدامة.
- لو تحصل المزارعات على الموارد التي يحصل عليه المزارعون لقل عدد الجوعى في العالم بمقدار يصل إلى 150 مليون شخص.
- ولا يحصل 1.3 مليار شخص في أنحاء العالم على الكهرباء – حيث يعيش أغلب أولئك في المناطق الريفية من العالم النامي. فالفقر في مجال الطاقة يشكل في عديد المناطق عائقًا رئيسيًا أمام خفض الجوع وكفالة إنتاج العالم ما يكفي من الغذاء للوفاء بمتطلبات المستقبل.[20]

### مقاصد الهدف 2
- القضاء على الجوع وضمان حصول الجميع، ولا سيما الفقراء والفئات الضعيفة، بمن فيهم الرضّع، على ما يكفيهم من الغذاء المأمون والمغذّي طوال العام بحلول عام 2030
- وضع نهاية لجميع أشكال سوء التغذية، بحلول عام 2030، بما في ذلك تحقيق الأهداف المتّفق عليها دوليًا بشأن توقّف النمو والهزال لدى الأطفال دون سن الخامسة، ومعالجة احتياجات التغذية للمراهقات والنساء الحوامل والمرضعات وكبار السن بحلول عام 2025
- مضاعفة الإنتاجية الزراعية ودخل صغار منتجي الأغذية، ولا سيما النساء وأفراد الشعوب الأصلية والمزارعين الأسريين والرعاة والصيادين، بما في ذلك من خلال ضمان المساواة في حصولهم على الأراضي وعلى موارد الإنتاج الأخرى والمدخلات والمعارف والخدمات المالية وإمكانية وصولهم إلى الأسواق وحصولهم على الفرص لتحقيق قيمة مضافة وحصولهم على فرص عمل غير زراعية، بحلول عام 2030
- ضمان وجود نظم إنتاج غذائي مستدامة، وتنفيذ ممارسات زراعية متينة تؤدي إلى زيادة الإنتاجية والمحاصيل، وتساعد على الحفاظ على النظم الإيكولوجية، وتعزز القدرة على التكيّف مع تغير المناخ وعلى مواجهة أحوال الطقس المتطرفة وحالات الجفاف والفيضانات وغيرها من الكوارث، وتحسِّن تدريجيا نوعية الأراضي والتربة، بحلول عام 2030
- الحفاظ على التنوع الجيني للبذور والنباتات المزروعة والحيوانات الأليفة وما يتصل بها من الأنواع البرية، بما في ذلك من خلال بنوك البذور والنباتات المتنوّعة التي تُدار إدارة سليمة على كل من الصعيد الوطني والإقليمي والدولي، وضمان الوصول إليها وتقاسم المنافع الناشئة عن استخدام الموارد الجينية وما يتّصل بها من معارف تقليدية بعدل وإنصاف على النحو المتفق عليه دوليًا، بحلول عام 2020
- زيادة الاستثمار، بما في ذلك عن طريق التعاون الدولي المعزّز، في البنى التحتية الريفية، وفي البحوث الزراعية وخدمات الإرشاد الزراعي، وفي تطوير التكنولوجيا وبنوك الجينات الحيوانية والنباتية من أجل تعزيز القدرة الإنتاجية الزراعية في البلدان النامية، ولا سيما في أقل البلدان نموًا
- منع القيود المفروضة على التجارة وتصحيح التشوهات في الأسواق الزراعية العالمية، بما في ذلك عن طريق الإلغاء الموازي لجميع أشكال إعانات الصادرات الزراعية، وجميع تدابير التصدير ذات الأثر المماثل، وفقا لتكليف جولة الدوحة الإنمائية
- اعتماد تدابير لضمان سلامة أداء أسواق السلع الأساسية ومشتقاتها وتيسير الحصول على المعلومات عن الأسواق في الوقت المناسب، بما في ذلك عن الاحتياطيات من الأغذية، وذلك للمساعدة على الحد من شدة تقلب أسعارها.[23]

## الهدف 3 – الصحة الجيدةوالرفاه

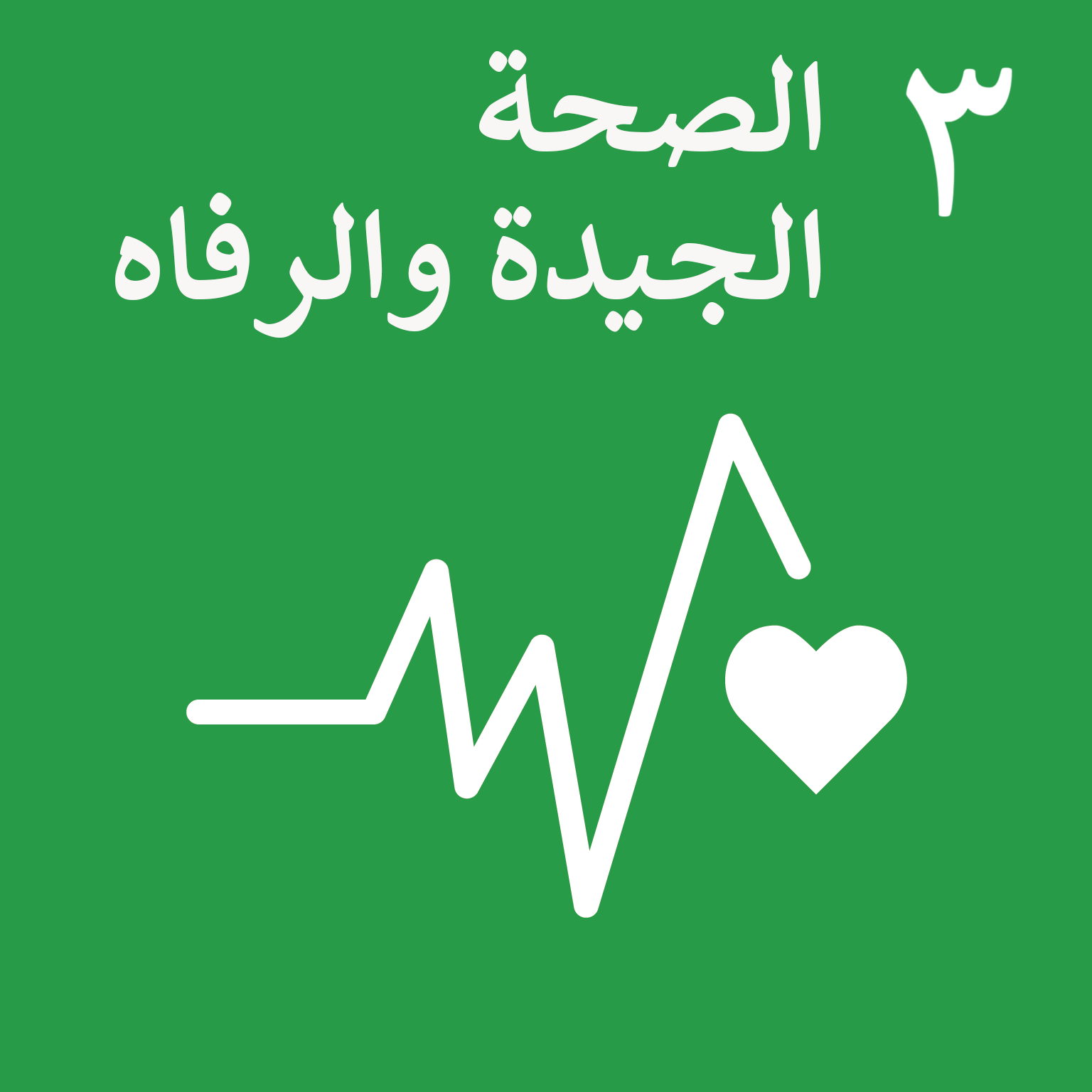
الهدف الثالث من أهداف التنمية المستدامة للأُمم المتحدة هو الصحة الجيدة والرفاه.

«ضمان تمتّع الجميع بأنماط عيش صحية وبالرفاهية في جميع الأعمار.»
وقد قُطعت خطوات هامة في زيادة متوسط العمر المتوقع وخفض عدد القتلة المشتركين المرتبطين بوفيات الأطفال والأمهات. وبالمثل، أحرز تقدم في زيادة فرص الحصول على المياه النظيفة والمرافق الصحية، والحد من الملاريا، والسل، وشلل الأطفال، وانتشار فيروس نقص المناعة البشرية / الإيدز. ومع ذلك، فإن نصف النساء فقط في البلدان النامية تلقين الرعاية الصحية التي يحتجن إليها، وتزداد الحاجة إلى تنظيم الأسرة زيادة كبيرة مع نمو السكان. وفي الوقت الذي تعالج فيه الاحتياجات تدريجيا، فإن هناك أكثر من 225 مليون امرأة لديهن حاجة غير ملبدة إلى وسائل منع الحمل. وثمة حاجة ذات صلة إلى خفض وفيات الأمهات إلى أقل من 70 لكل 100.000 مولود حي.
ويهدف الهدف 3 إلى تحقيق التغطية الصحية الشاملة لتشمل الحصول على الأدوية واللقاحات الأساسية. وبحلول عام 2030، يقترح الهدف 3 وضع حد للموت الذي يمكن تجنبه للمواليد والأطفال دون سن الخامسة، ووضع حد للأوبئة مثل الإيدز والسل والملاريا والأمراض المنقولة عن طريق المياه، على سبيل المثال.
ويشمل الاهتمام بالصحة والرفاه أيضا أهدافا تتعلق بالوقاية والعلاج من تعاطي مواد الإدمان والوفيات والإصابات الناجمة عن حوادث المرور ومن المواد الكيميائية الخطرة وتلوث الهواء والماء والتربة .

### حقائق وأرقام

#### صحة الطفل
- على الرغم من النمو السكاني، انخفض عدد وفيات الأطفال دون سن الخامسة في جميع أنحاء العالم من 12.7 مليون في 1990 إلى 6.3 مليون في 2013، مما يعني أن حالات وفيات الأطفال انخفضت بزهاء 17000 حالة يوميا.
- منذ عام 2000، ساعدت لقاحات الحصبة على تخفيض عدد الوفيات بأكثر من 14 مليون حالة وفاة.
- على الرغم من التقدم المحرز على الصعيد العالمي في الحد من وفيات الأطفال، فهناك نسبة متزايدة في وفيات الأطفال في أفريقيا جنوب الصحراء وجنوب آسيا حيث يموت أربعة من كل خمسة أطفال قبل سن الخامسة.
- احتمالات وفاة الأطفال الذين يولدون في براثن الفقر تكاد تكون ضعفي اولئك الذين يولدون لأسر أكثر ثراء.
- أطفال الأمهات المتعلمات — بمن فيهن الأمهات الحاصلات على المرحلة الابتدائية فقط — لهم فرص أكثر في البقاء على قيد الحياة من أطفال الأمهات غير المتعلمات.[26]

#### صحة الأم
- انخفضت وفيات الأمهات بنسبة 45 في المائة منذ عام 1990.
- انخفض معدل وفيات الأمهات بنحو الثلثين في شرق آسيا، وفي شمال أفريقيا وجنوب آسيا.
- ولكن نسبة وفيات الأمهات النفيسة – الأمهات التي لا تبقى على قيد الحياة ما بعد الولادة – في المناطق النامية لا يزال أعلى 14 مرة منه في المناطق المتقدمة.
- يتلقى مزيد من النساء رعاية ما قبل الولادة. وارتفعت نسبة تقديم تلك النوع من الرعاية من 65 في المائة في عام 1990 إلى 83 في المائة في عام 2012 بالمناطق النامية.
- نصف نساء المناطق النامية يتلقى الرعاية الصحية الموصى بها التي يحتاجون إليها.
- انخفض معدل الولادات في أوساط المراهقات في معظم المناطق النامية، إلا أن التقدم قد تباطء. الزيادة الهائلة لاستخدام وسائل منع الحمل التي حدثت في فترة 1990 لم تحدث في فترة 2000.
- تلبية الحاجة إلى تنظيم الأسرة لعدد أكبر من النساء يحدث ببطء، ولكن الطلب يتزايد بوتيرة سريعة.[26]

#### فيروس نقص المناعة البشرية/الإيدز والملاريا وغيرهما من الأمراض
- في نهاية عام 2013 استطاع 12,9 مليون فردا الحصول على علاجات منقذة للأنفس من فيروس الإيدز.
- الإصابات الجديدة بفيروس نقص المناعة البشرية في انخفاض في معظم المناطق.
- زيادة أعداد المصابين بفيروس نقص المناعة البشرية الذين يعيشون أكثر من أي وقت مضى (بسبب انخفاض عدد الوفيات الناجمة عن الإيدز) واستمرار وقوع عدد كبير من الإصابات الجديدة بمعدل 2.5 مليون إصابة جديدة كل عام.
- ولكن في كل ساعة تصاب 50 شابة بفيروس الإيدز.
- والمعرفة الشاملة بشأن انتقال فيروس نقص المناعة البشرية لكن تزال منخفضة في أوساط الشباب، إضافة إلى استخدام الواقي الذكري.
- انخفض المعدل المقدر العالمي للإصابة بالملاريا بنسبة 17 في المائة منذ عام 2000، وانخفضت معدل الوفيات الناجمة عن الملاريا بنسبة 25 في المائة.
- وفي خلال عشر سنوات منذ عام 2000، انخفضت عدد الوفيات الناجمة عن الملاريا بـ 1.1 مليون وفاة.
- وفي أفريقيا جنوب الصحراء، نسبة الأطفال الذين ينامون تحت ناموسيات معالجة بمبيدات الحشرات ارتفعت بفضل زيادة التمويل.
- أنقذ علاج مرض السل أرواح حوالي 22 مليون شخص في الفترة ما بين 1995 و2012.[26]

### مقاصد الهدف 3
- خفض النسبة العالمية للوفيات النفاسية إلى أقل من 70 حالة وفاة لكل 100.000 مولود حي بحلول عام 2030
- وضع نهاية لوفيات المواليد والأطفال دون سن الخامسة التي يمكن تفاديها بحلول عام 2030، بسعي جميع البلدان إلى بلوغ هدف خفض وفيات المواليد على الأقل إلى 12 حالة وفاة في كل 000 1 مولود حي، وخفض وفيات الأطفال دون سن الخامسة على الأقل إلى 25 حالة وفاة في كل 000 1 مولود حي
- وضع نهاية لأوبئة الإيدز والسل والملاريا والأمراض المدارية المهملة ومكافحة الالتهاب الكبدي الوبائي والأمراض المنقولة بالمياه والأمراض المعدية الأخرى بحلول عام 2030
- تخفيض الوفيات المبكرة الناجمة عن الأمراض غير المعدية بمقدار الثلث من خلال الوقاية والعلاج وتعزيز الصحة والسلامة العقليتين بحلول عام 2030
- تعزيز الوقاية من إساءة استعمال المواد، بما يشمل تعاطي المخدرات وتناول الكحول على نحو يضر بالصحة، وعلاج ذلك
- خفض عدد الوفيات والإصابات الناجمة عن حوادث المرور إلى النصف بحلول عام 2020
- ضمان حصول الجميع على خدمات رعاية الصحة الجنسية والإنجابية، بما في ذلك خدمات ومعلومات تنظيم الأسرة والتوعية الخاصة به، وإدماج الصحة الإنجابية في الاستراتيجيات والبرامج الوطنية بحلول عام 2030
- تحقيق التغطية الصحية الشاملة، بما في ذلك الحماية من المخاطر المالية، وإمكانية الحصول على خدمات الرعاية الصحية الأساسية الجيدة وإمكانية حصول الجميع على الأدوية واللقاحات الجيّدة والفعالة والميسورة التكلفة
- الحد بدرجة كبيرة من عدد الوفيات والأمراض الناجمة عن التعرّض للمواد الكيميائية الخطرة وتلويث وتلوّث الهواء والماء والتربة بحلول عام 2030
- تعزيز تنفيذ الاتفاقية الإطارية لمنظمة الصحة العالمية لمكافحة التبغ في جميع البلدان، حسب الاقتضاء
- دعم البحث والتطوير في مجال اللقاحات والأدوية للأمراض المعدية وغير المعدية التي تتعرض لها البلدان النامية في المقام الأول، وتوفير إمكانية الحصول على الأدوية واللقاحات الأساسية بأسعار معقولة، وفقا لإعلان الدوحة بشأن الاتفاق المتعلق بالجوانب المتصلة بالتجارة من حقوق الملكية الفكرية وبالصحة العامة، الذي يؤكد حق البلدان النامية في الاستفادة بالكامل من الأحكام الواردة في الاتفاق بشأن الجوانب المتصلة بالتجارة من حقوق الملكية الفكرية المتعلقة بأوجه المرونة اللازمة لحماية الصحة العامة، ولا سيما العمل من أجل إمكانية حصول الجميع على الأدوية
- زيادة التمويل في قطاع الصحة وتوظيف القوى العاملة في هذا القطاع وتطويرها وتدريبها واستبقائها في البلدان النامية، وبخاصة في أقل البلدان نموا والدول الجزرية الصغيرة النامية، زيادة كبيرة
- تعزيز قدرات جميع البلدان، ولا سيما البلدان النامية، في مجال الإنذار المبكر والحد من المخاطر وإدارة المخاطر الصحية الوطنية والعالمية.[26]

## الهدف 4 – التعليم الجيد

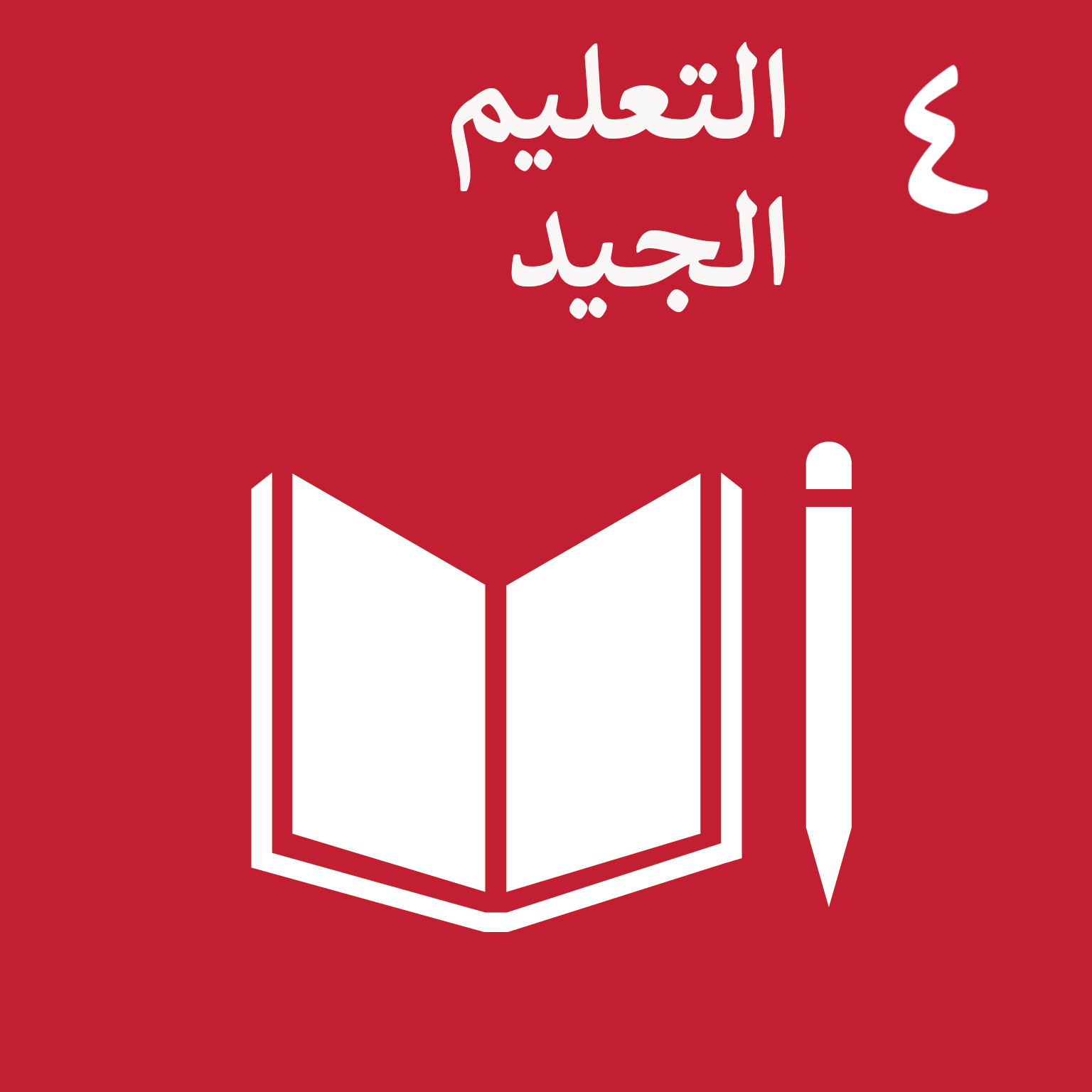
الهدف الرابع من أهداف التنمية المستدامة للأُمم المتحدة هو التعليم الجيد.

«ضمان التعليم الجيد المنصف والشامل للجميع وتعزيز فرص التعلّم مدى الحياة للجميع»
أُحرز تقدما كبيرا في الحصول على التعليم، وتحديدا على مستوى المدارس الابتدائية، للفتيان والفتيات. ومع ذلك، الوصول لا يعني دائما نوعية التعليم، أو الانتهاء من المرحلة الابتدائية.
حاليا، أكثر من 103 مليون شاب في جميع أنحاء العالم لا تزال تفتقر إلى مهارات القراءة والكتابة الأساسية، وأكثر من 60٪ من هؤلاء هم من النساء. والغاية الأولى من الهدف 4 هو ضمان إتمام جميع الفتيات والفتيان بحلول عام 2030 التعليم الابتدائي والثانوي المجاني والمنصف والجيد.

### حقائق وأرقام
- في الدول النامية بلغ عدد المسجلين في التعليم الابتدائي 90 ٪، ولكن تبقى 58 مليون طفل خارج المدارس.
- أكثر من نصف الأطفال الذين لم يلتحقوا بالمدارس يعيشون في أفريقيا جنوب الصحراء الكبرى.
- يعيش في المناطق التي تعاني من النزاعات ما نسبته 50 في المائة من الأطفال الذين هم في سن المرحلة الابتدائية ولم يلتحقوا بالمدارس.
- هناك 781 مليونا من البالغين و126 مليون من الشباب غير ملمين بالمهارات الأساسية في القراءة والكتابة، تزيد نسبة النساء منهم على 60 في المائة.[29]

### مقاصد الهدف 4
- ضمان أن يتمتّع الجميع بتعليم ابتدائي وثانوي مجاني ،منصف وجيّد، مما يؤدي إلى تحقيق نتائج تعليمية ملائمة وفعالة بحلول عام 2030
- ضمان أن تتاح لجميع البنات والبنين فرص الحصول على نوعية جيدة من النماء والرعاية في مرحلة الطفولة المبكرة والتعليم قبل الابتدائي حتى يكونوا جاهزين للتعليم الابتدائي بحلول عام 2030
- ضمان تكافؤ فرص جميع النساء والرجال في الحصول على التعليم المهني والتعليم العالي الجيّد والميسور التكلفة، بما في ذلك التعليم الجامعي، بحلول عام 2030
- الزيادة بنسبة كبيرة في عدد الشباب والكبار الذين تتوافر لديهم المهارات المناسبة، بما في ذلك المهارات التقنية والمهنية، للعمل وشغل وظائف لائقة ولمباشرة الأعمال الحرة بحلول عام 2030
- القضاء على التفاوت بين الجنسين في التعليم وضمان تكافؤ فرص الوصول إلى جميع مستويات التعليم والتدريب المهني للفئات الضعيفة، بما في ذلك للأشخاص ذوي الإعاقة والشعوب الأصلية والأطفال الذين يعيشون في ظل أوضاع هشة، بحلول عام 2030
- ضمان أن تلمّ نسبة كبيرة جميع الشباب من الكبار، رجالًا ونساء على حد سواء، بالقراءة والكتابة والحساب بحلول عام 2030
- ضمان أن يكتسب جميع المتعلّمين المعارف والمهارات اللازمة لدعم التنمية المستدامة، بما في ذلك جملة من السُبُل من بينها التعليم لتحقيق التنمية المستدامة واتّباع أساليب العيش المستدامة، وحقوق الإنسان، والمساواة بين الجنسين، والترويج لثقافة السلام واللاعنف والمواطنة العالمية وتقدير التنوع الثقافي وتقدير مساهمة الثقافة في التنمية المستدامة، بحلول عام 2030
- بناء المرافق التعليمية التي تراعي الفروق بين الجنسين، والإعاقة، والأطفال، ورفع مستوى المرافق التعليمية القائمة وتهيئة بيئة تعليمية فعالة ومأمونة وخالية من العنف للجميع
- الزيادة بنسبة كبيرة في عدد المنح المدرسية المتاحة للبلدان النامية على الصعيد العالمي، خاصة البلدان الأقل نموا والدول الجزرية الصغيرة النامية والبلدان الأفريقية، للالتحاق بالتعليم العالي، بما في ذلك منح التدريب المهني وتكنولوجيا المعلومات والاتصالات، والبرامج التقنية والهندسية والعلمية في البلدان المتقدمة النمو والبلدان النامية الأخرى بحلول عام 2020
- الزيادة بنسبة كبيرة في عدد المعلمين المؤهلين، بما في ذلك من خلال التعاون الدولي لتدريب المعلمين في البلدان النامية، خاصة في البلدان الأقل نموًّا والدول الجزرية الصغيرة النامية بحلول عام 2030.[29][30]

## الهدف 5 – المساواة بين الجنسين

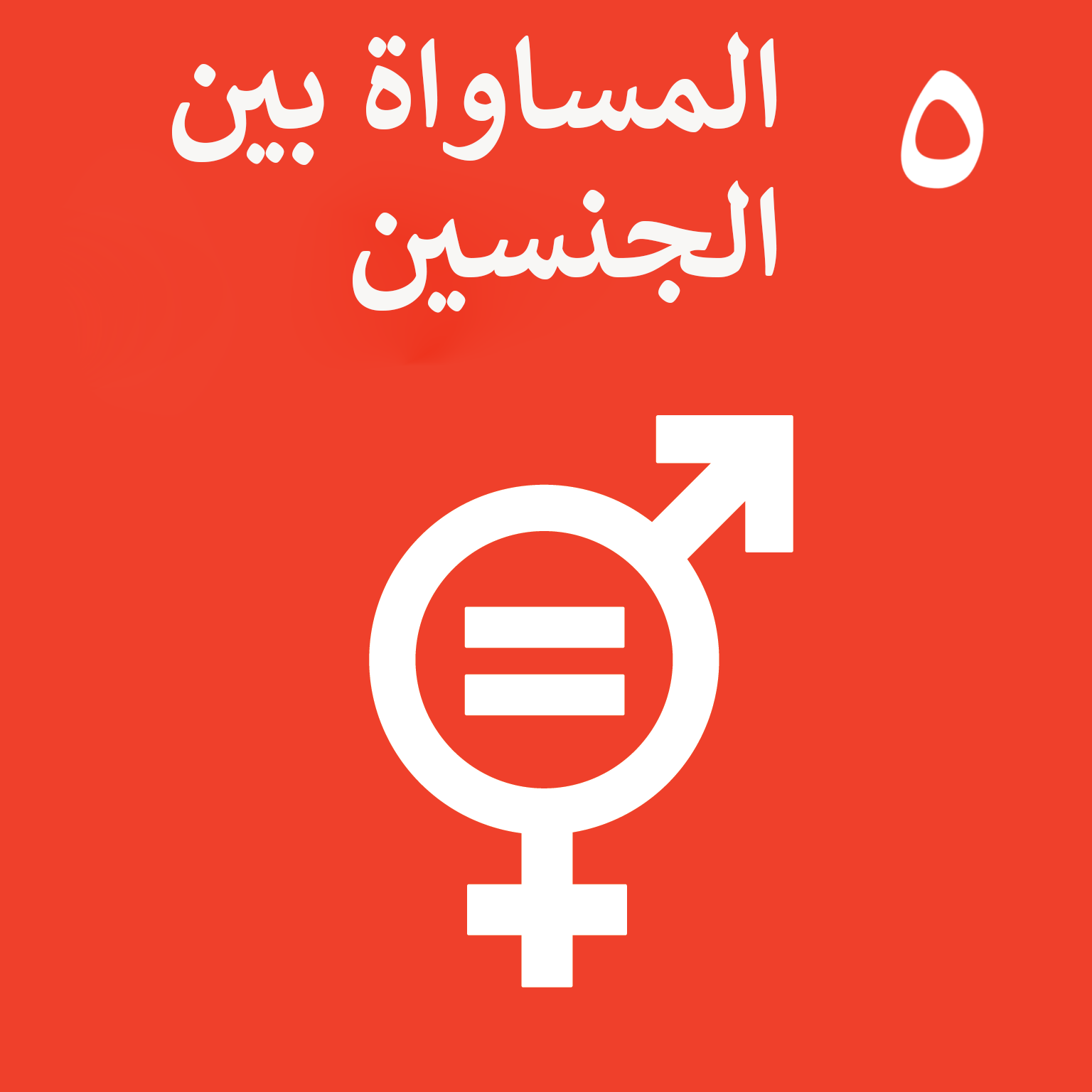
الهدف الخامس من أهداف التنمية المستدامة للأُمم المتحدة هو المساواة بين الجنسين.

«تحقيق المساواة بين الجنسين وتمكين كل النساء والفتيات»
إن المساواة بين الجنسين تشكل ليس فحسب حقا أساسيا من حقوق الإنسان، ولكن أيضا أساسا من الأسس الضرورية اللازمة لإحلال السلام والرخاء والاستدامة في العالم.
ومن شأن توفير فرص متساوية للنساء والفتيات للحصول على التعليم والرعاية الصحية والعمل اللائق والتمثيل في عمليات صنع القرار السياسي والاقتصادي أن يؤجج الاقتصادات المستدامة وأن يفيد المجتمعات والإنسانية عموما. ولقد سجل 143 بلدا يضمن المساواة بين الرجل والمرأة في دساتيرها اعتبارا من عام 2014. غير أن 52 دولة أخرى لم تتخذ هذه الخطوة. وفي العديد من الدول، لا يزال التمييز بين الجنسين منسجمًا في نسيج النظم القانونية والمعايير الاجتماعية. وعلى الرغم من أن الهدف 5 من أهداف التنمية المستدامة هو هدف قائم بذاته، فإن أهداف التنمية المستدامة الأخرى لا يمكن تحقيقها إلا إذا كانت احتياجات المرأة تحظى بنفس اهتمام احتياجات الرجل. وتشمل القضايا التي تخص المرأة الاتجار بالجنس، والاستغلال الجنسي، والممارسات التقليدية ضد جميع النساء والفتيات في المجالين العام والخاص، مثل الزواج القسري وتشويه الأعضاء التناسلية للإناث.
وسيتطلب تحقيق المساواة بين الجنسين تشريعًا قابلاً للإنفاذ يعزز تمكين جميع النساء والفتيات ويتطلب تعليما ثانويا لجميع الفتيات.
وتدعو الأهداف إلى وضع حد للتمييز بين الجنسين وتمكين النساء والفتيات من التكنولوجيا، وقد دعا البعض إلى «الاستماع إلى الفتيات». ويؤكد أن أهداف التنمية المستدامة لا يمكن أن تحدث تغييرا تحويليا للفتيات إلا إذا تمت استشارة الفتيات. ويجب مراعاة أولوياتها واحتياجاتها. وينبغي ألا ينظر إلى البنات على أنهن مستفيدات من التغيير، بل بوصفهن عناصر للتغيير. إن إشراك النساء والفتيات في تنفيذ أهداف التنمية المستدامة أمر بالغ الأهمية.

### حقائق وأرقام
- في جنوب آسيا، لم يلتحق عام 1990 بالتعليم الابتدائي سوى 74 فتاة من بين كل 100 ولد. وفي عام 2012، تحقق التكافؤ في معدلات الالتحاق بين البنات والبنين.
- في أفريقيا جنوب الصحراء الكبرى، وأوقيانوسيا، وغرب آسيا، لا تزال الفتيات يواجهن حواجز تعوق إلتحاقهن بالتعليم الابتدائي والثانوي.
- في شمال أفريقيا تحصل النساء على أقل من وظيفة واحدة من كل خمس وظائف مدفوعة الأجر بالقطاع غير الزراعي.
- تحصل النساء الآن في 46 بلدا على نسبة تزيد على 30 في المائة من مقاعد البرلمانات الوطنية، على الأقل في مجلس واحد من مجلسيْ البرلمان.[37]

### مقاصد الهدف 5
- القضاء على جميع أشكال التمييز ضد النساء والفتيات في كل مكان
- القضاء على جميع أشكال العنف ضد جميع النساء والفتيات في المجالين العام والخاص، بما في ذلك الاتجار بالبشر والاستغلال الجنسي وغير ذلك من أنواع الاستغلال
- القضاء على جميع الممارسات الضارة، من قبيل زواج الأطفال والزواج المبكر والزواج القسري، وتشويه الأعضاء التناسلية للإناث (ختان الإناث)
- الاعتراف بأعمال الرعاية غير مدفوعة الأجر والعمل المنزلي وتقديرها من خلال توفير الخدمات العامة والبنى التحتية ووضع سياسات الحماية الاجتماعية وتعزيز تقاسم المسؤولية داخل الأسرة المعيشية والعائلة، حسبما يكون ذلك مناسبًا على الصعيد الوطني
- كفالة مشاركة المرأة مشاركة كاملة وفعالة وتكافؤ الفرص المتاحة لها للقيادة على قدم المساواة مع الرجل على جميع مستويات صنع القرار في الحياة السياسية والاقتصادية والعامة
- ضمان حصول الجميع على خدمات الصحة الجنسية والإنجابية وعلى الحقوق الإنجابية، على النحو المتفق عليه وفقا لبرنامج عمل المؤتمر الدولي للسكان والتنمية ومنهاج عمل بيجين والوثائق الختامية لمؤتمرات استعراضهما
- القيام بإصلاحات تخول للمرأة حقوقًا متساوية في الموارد الاقتصادية، وكذلك إمكانية حصولها على حق الملكية والتصرّف في الأراضي وغيرها من الممتلكات، وعلى الخدمات المالية، والميراث والموارد الطبيعية، وفقًا للقوانين الوطنية
- تعزيز استخدام التكنولوجيا التموينية، خاصة تكنولوجيا المعلومات والاتصالات، من أجل تعزيز تمكين المرأة
- اعتماد سياسات سليمة وتشريعات قابلة للإنفاذ وتعزيز السياسات والتشريعات القائمة من هذا القبيل للنهوض بالمساواة بين الجنسين وتمكين كل النساء والفتيات على جميع المستويات.[37]

## الهدف 6 – المياه النظيفة والنظافة الصحية

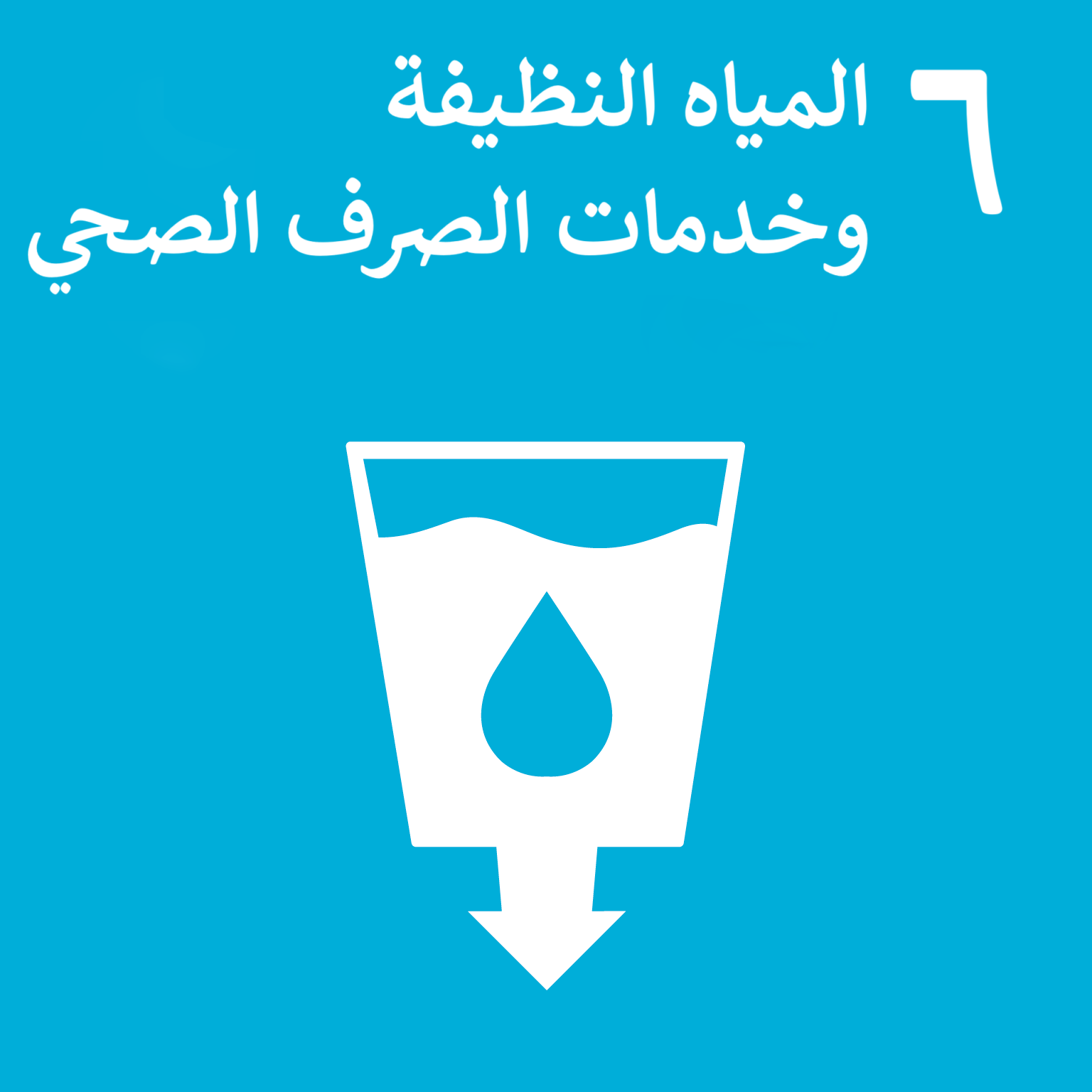
الهدف السادس من أهداف التنمية المستدامة للأُمم المتحدة هو المياه النظيفة والنظافة الصحية.

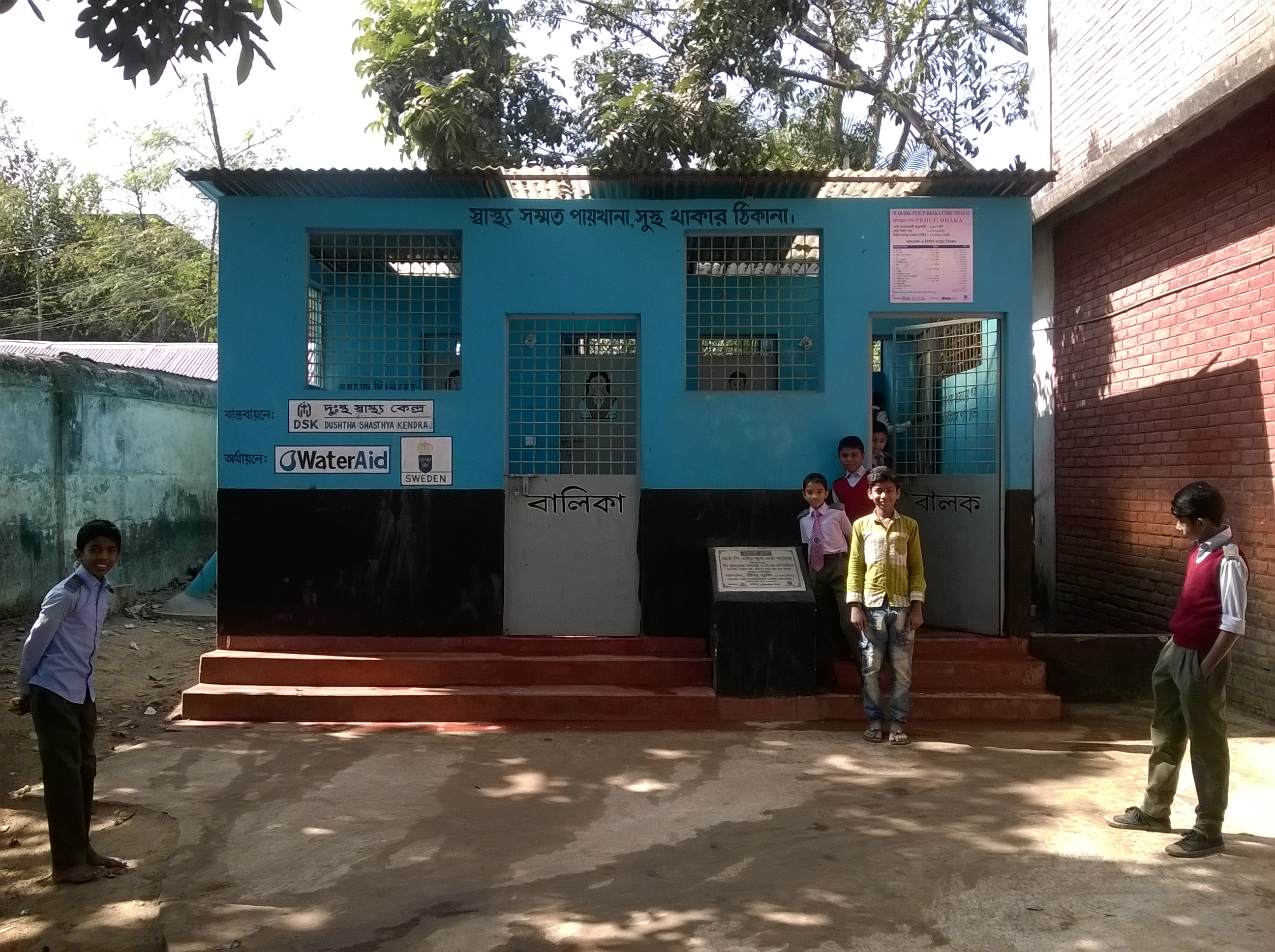
مثال على الصرف الصحي للجميع: مرحاض المدرسة (مدرسة وكلية IPH، دكا، بنغلاديش)

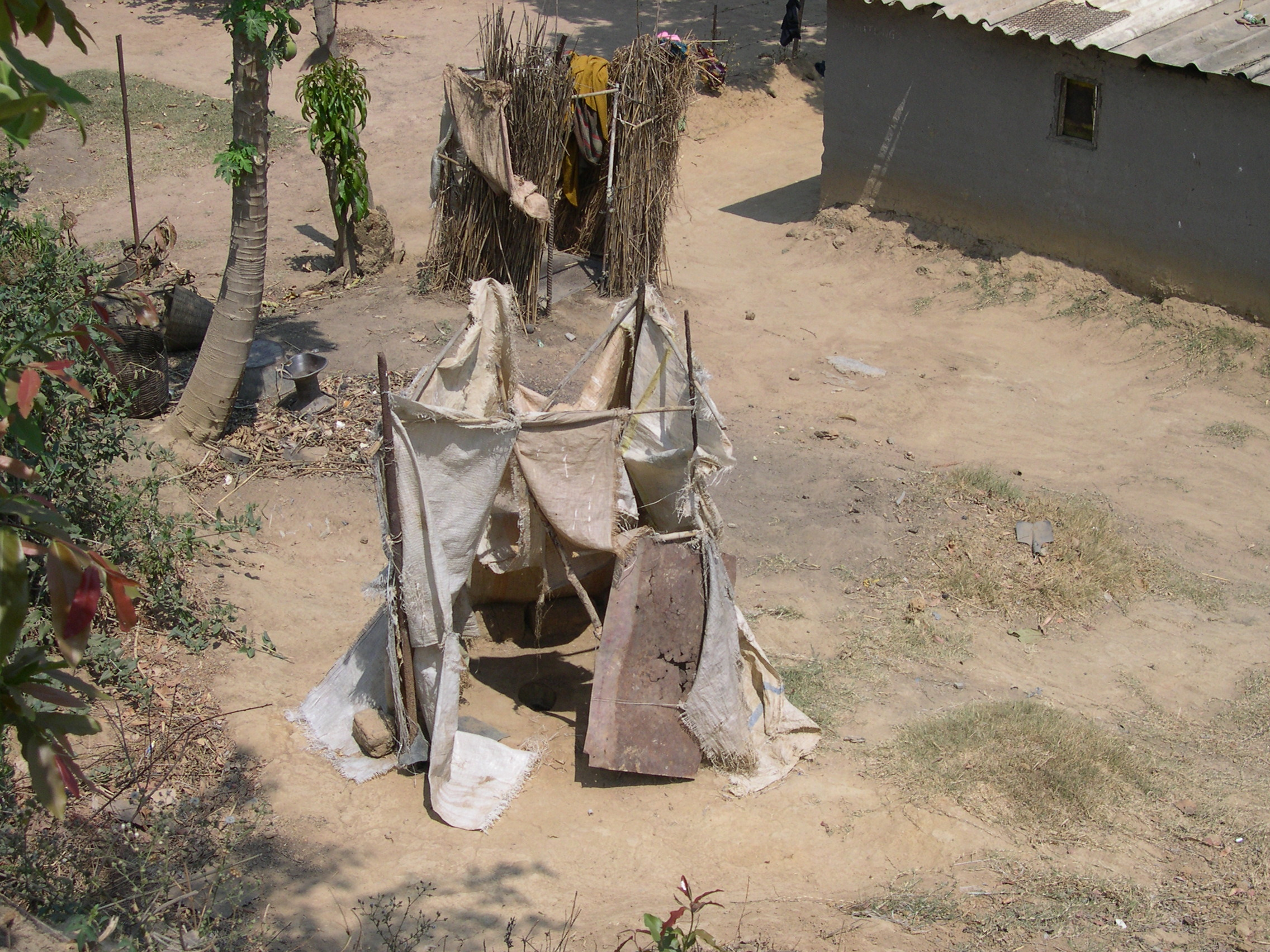
مثال للصرف الصحي غير محسّن: مرحاض حفرة في لوساكا، زامبيا.

«ضمان توافر المياه وخدمات الصرف الصحي للجميع.»
إن توافر مياه نقية ويسهل الحصول عليها بالنسبة للجميع هو جزء أساسي من العالم الذي نريد أن نحيا فيه. وتوجد مياه عذبة كافية على كوكب الأرض لتحقيق هذا الحلم. ولكن نتيجة لسوء البرامج الاقتصادية أو لضعف البنية التحتية يموت كل سنة ملايين من البشر- معظمهم أطفال - من جراء أمراض مرتبطة بقصور إمدادات المياه والصرف الصحي والنظافة العامة.
وشحة المياه وسوء نوعيتها وقصور الصرف الصحي هي عوامل تؤثر سلبًا على الأمن الغذائي واختيارات سبل المعيشة وفرص التعليم بالنسبة للأسر الفقيرة في مختلف أنحاء العالم. ويعاني بعض أشد بلدان العالم فقرًا من الجفاف، مما يؤدي إلى زيادة الجوع وسوء التغذية على حد سواء.
وبحلول سنة 2050 من المرجح أن يعيش شخص واحد على الأقل من كل أربعة أشخاص في بلد يعاني من نقص مزمن في المياه العذبة.

### حقائق وأرقام
- حصل نحو 1.7 بليون شخص على مياه شرب مأمونة منذ سنة 1990. ومع ذلك مازال 884 مليون شخص على نطاق العالم لا يحصلون على مياه شرب مأمونة.
- يفتقر نحو 2.6 بليون شخص إلى خدمات الصرف الصحي الأساسية، من قبيل المراحيض العادية أو البدائية.
- يموت كل يوم 5000 طفل في المتوسط نتيجة لأمراض مرتبطة بالمياه والصرف الصحي يمكن الوقاية منها.
- الطاقة المائية هي أهم مصدر من مصادر الطاقة المتجددة وأكثرها استخدامًا على نطاق واسع، بحيث تمثل 19 في المائة من مجموع إنتاج الكهرباء على نطاق العالم.
- يُستخدم في أغراض الري زهاء 70 في المائة من كل المياه المتاحة.
- الفيضانات مسؤولة عن 15 في المائة من جميع الوفيات المرتبطة بالكوارث الطبيعية.[42]

### مقاصد الهدف 6
- تحقيق هدف حصول الجميع بشكل منصف على مياه الشرب المأمونة والميسورة التكلفة بحلول عام 2030
- تحقيق هدف حصول الجميع على خدمات الصرف الصحي والنظافة الصحية ووضع نهاية للتغوط في العراء، وإيلاء اهتمام خاص لاحتياجات النساء والفتيات ومن يعيشون في ظل أوضاع هشة، بحلول عام 2030
- تحسين نوعية المياه عن طريق الحد من التلوث ووقف إلقاء النفايات والمواد الكيميائية الخطرة وتقليل تسرّبها إلى أدنى حد، وخفض نسبة مياه المجاري غير المعالجة إلى النصف، وزيادة إعادة التدوير وإعادة الاستخدام المأمونة بنسبة كبيرة على الصعيد العالمي، بحلول عام 2030
- زيادة كفاءة استخدام المياه في جميع القطاعات زيادة كبيرة وضمان سحب المياه العذبة وإمداداتها على نحو مستدام من أجل معالجة شح المياه، والحد بدرجة كبيرة من عدد الأشخاص الذين يعانون من ندرة المياه، بحلول عام 2030
- تنفيذ الإدارة المتكاملة لموارد المياه على جميع المستويات، بما في ذلك من خلال التعاون العابر للحدود حسب الاقتضاء، بحلول عام 2030
- حماية وترميم النظم الإيكولوجية المتصلة بالمياه، بما في ذلك الجبال والغابات والأراضي الرطبة والأنهار ومستودعات المياه الجوفية والبحيرات، بحلول عام 2020
- تعزيز نطاق التعاون الدولي ودعم بناء القدرات في البلدان النامية في مجال الأنشطة والبرامج المتعلقة بالمياه والصرف الصحي، بما في ذلك جمع المياه، وإزالة ملوحتها، وكفاءة استخدامها، ومعالجة المياه العادمة، وتكنولوجيات إعادة التدوير وإعادة الاستعمال، بحلول عام 2030
- دعم وتعزيز مشاركة المجتمعات المحلية في تحسين إدارة المياه والصرف الصحي[42]

## الهدف 7– طاقة نظيفة وبأسعار معقولة

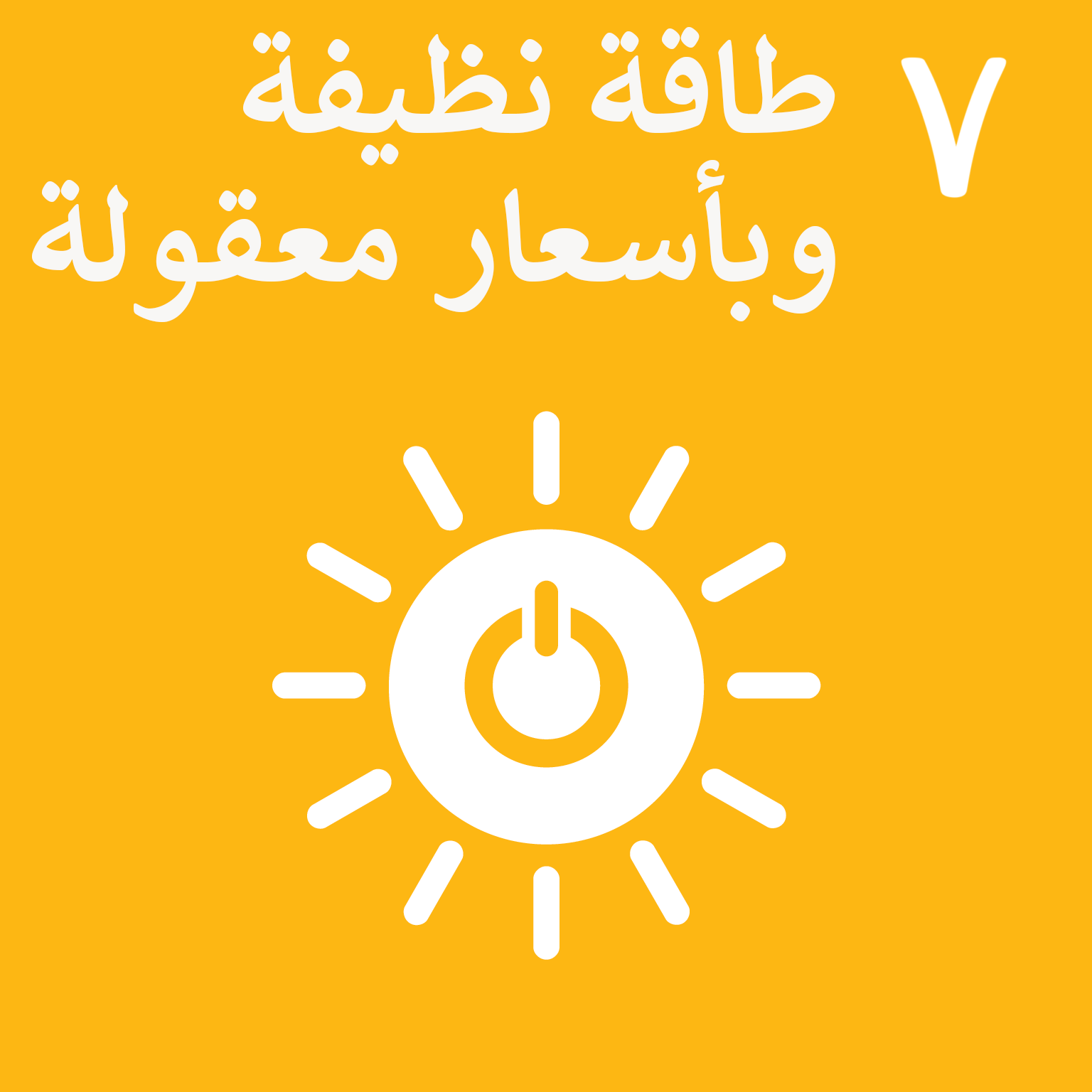
الهدف السابع من أهداف التنمية المستدامة للأُمم المتحدة هو الطاقة النظيفة وبأسعار معقولة.

«ضمان حصول الجميع بتكلفة ميسورة على خدمات الطاقة الحديثة الموثوقة والمستدامة»
وتشمل أهداف عام 2030 الحصول على طاقة ميسورة التكلفة وموثوق بها مع زيادة حصة الطاقة المتجددة في مزيج الطاقة العالمي. وسيتضمن ذلك تحسين كفاءة استخدام الطاقة وتعزيز التعاون الدولي لتيسير الوصول بشكل أكثر انفتاحا إلى تكنولوجيا الطاقة النظيفة والاستثمار في الهياكل الأساسية للطاقة النظيفة. وتدعو الخطط إلى إيلاء اهتمام خاص لدعم الهياكل الأساسية لأقل البلدان نموا والجزر الصغيرة والبلدان النامية غير الساحلية.

### حقائق وأرقام
- واحد من كل خمسة أشخاص لا يزال يفتقر إلى الحصول على الكهرباء الحديثة.
- يعتمد نحو 3 بليون شخص على الكتلة الحيوية التقليدية، من قبيل الخشب أو الفحم الحجري أو الفحم النباتي أو نفايات الحيوانات، لأغراض الطهي والتدفئة.
- الطاقة ــ الإمداد بها وتحويلها والإمداد بها واستخدامها ــ هي المساهم المهيمن في تغير المناخ، بحيث تمثل حوالي 60 في المائة من مجموع انبعاثات غازات الاحتباس الحراري العالمية.
- يمثل الحد من الكثافة الكربونية للطاقة ــ أي مقدار الكربون الذي ينبعث مقابل كل وحدة من الطاقة المستهلكة ــ هدفًا أساسيًا فيما يتعلق بتحقيق الأهداف المناخية الطويلة الأجل.[44]

### مقاصد الهدف 7
- ضمان حصول الجميع بتكلفة ميسورة على خدمات الطاقة الحديثة الموثوقة بحلول عام 2030
- تحقيق زيادة كبيرة في حصة الطاقة المتجددة في مجموعة مصادر الطاقة العالمية بحلول عام 2030
- مضاعفة المعدل العالمي للتحسن في كفاءة استخدام الطاقة بحلول عام 2030
- تعزيز التعاون الدولي من أجل تيسير الوصول إلى بحوث وتكنولوجيا الطاقة النظيفة، بما في ذلك تلك المتعلّقة بالطاقة المتجددة، والكفاءة في استخدام الطاقة وتكنولوجيا الوقود الأحفوري المتقدمة والأنظف، وتشجيع الاستثمار في البنى التحتية للطاقة وتكنولوجيا الطاقة النظيفة، بحلول عام 2030
- توسيع نطاق البُنى التحتية وتحسين مستوى التكنولوجيا من أجل تقديم خدمات الطاقة الحديثة والمستدامة للجميع في البلدان النامية، وخاصة في البلدان الأقل نموا والدول الجزرية الصغيرة النامية، والبلدان النامية غير الساحلية، وفقا لبرامج الدعم الخاصة بكل منها على حدة، بحلول عام 2030.[44]

## الهدف 8– العمل اللائق ونمو الاقتصاد

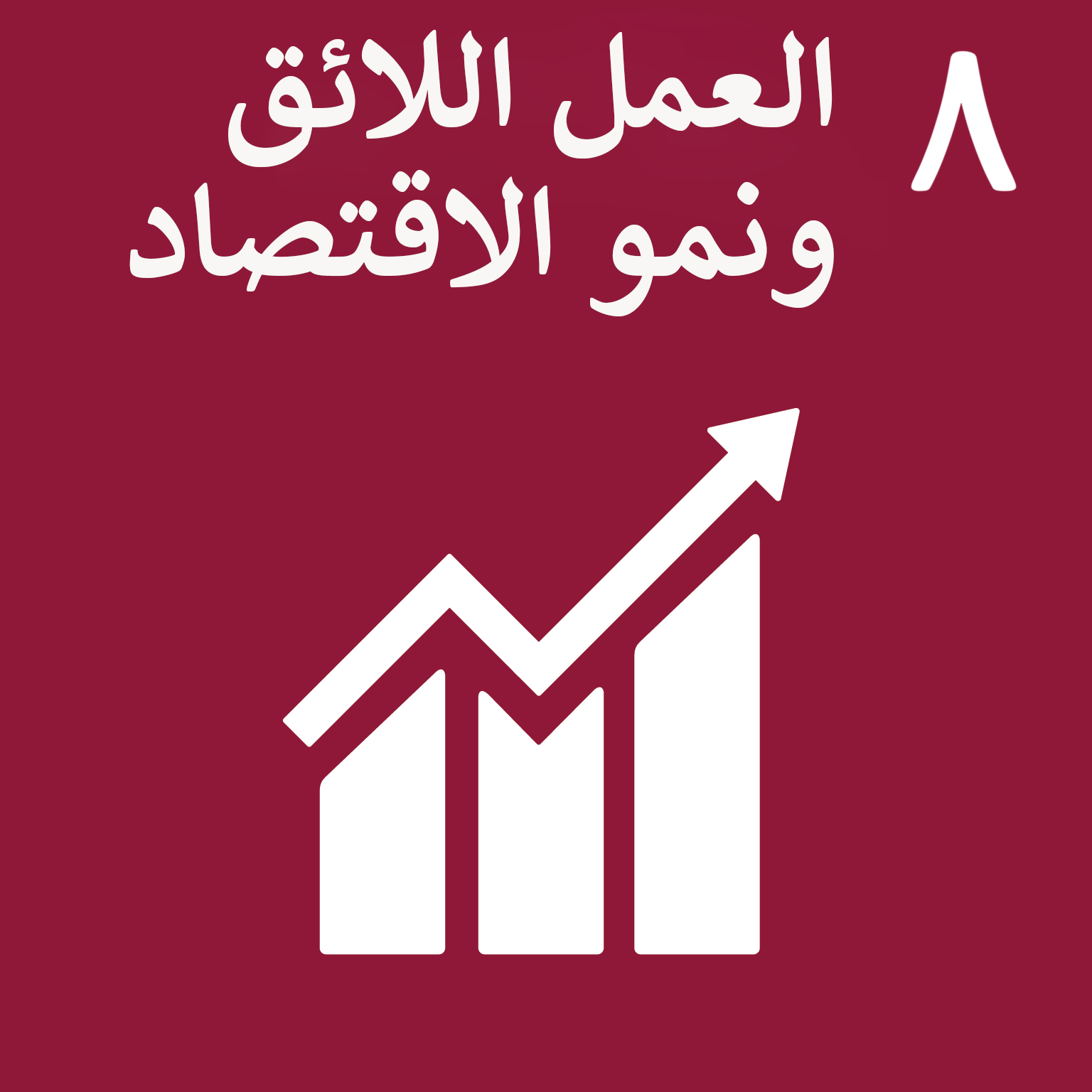
الهدف الثامن من أهداف التنمية المستدامة للأُمم المتحدة هو العمل اللائق ونمو الاقتصاد.

«تعزيز النمو الاقتصادي المطرد والشامل للجميع والمستدام، والعمالة الكاملة والمنتجة، وتوفير العمل اللائق للجميع»
يقول خبراء الاقتصاد في مجلس المعاشات العالمي إن الاعتبارات المزدوجة للنمو الاقتصادي الطويل الأجل والاستثمار في البنية التحتية لم تُعط أولوية كافية. واعتبرت الأولوية على أنها رقم 8 ورقم 9 على التوالي اعتبرت نوعا ما «الترتيب المتوسط وتحدي الحس السليم»
إن تحقيق الناتج المحلي الإجمالي بنسبة 7 في المائة سنويا في أقل البلدان نموا هو الهدف الاقتصادي. وسيتطلب تحقيق إنتاجية أعلى للتنوع التكنولوجي إلى جانب الابتكار وريادة الأعمال ونمو المشاريع الصغيرة والمتوسطة الحجم. بعض الأهداف هي لعام 2030؛ أما الآخرون فسيكونون بحلول عام 2020. وبحلول عام 2020، يتمثل الهدف في الحد من بطالة الشباب وتفعيل إستراتيجية عالمية لتوظيف الشباب. وأشير أيضا إلى تنفيذ الميثاق العالمي لفرص العمل الصادر عن منظمة العمل الدولية.
بحلول عام 2030، الهدف هو وضع سياسات للسياحة المستدامة التي من شأنها خلق فرص للعمل. ويعتبر تعزيز المؤسسات المالية المحلية وزيادة الدعم المقدم من المعونة لصالح التجارة للبلدان النامية أمرا أساسيا للنمو الاقتصادي. ويرد ذكر الإطار المتكامل المعزز للمساعدة التقنية المتصلة بالتجارة لأقل البلدان نموا كوسيلة لتحقيق نمو اقتصادي مستدام.

### حقائق وأرقام
- زادت البطالة في العالم من 170 مليون عاطل عام 2007 إلى زهاء 202 مليون عاطل عام 2012، منهم قرابة 75 مليون من الشابات والشباب.
- يعيش قرابة 900 مليون عامل – عامل واحد من بين كل ثلاثة عمال- دون مستوى حد الفقر وهو دولاران يوميا، ولا يتسنى القضاء على الفقر إلا من خلال فرص عمل مستقرة بأجر جيد.
- ثمة حاجة إلى 470 مليون فرصة عمل عالميا لصالح الداخلين حديثا إلى سوق العمل في الفترة بين عامي 2016 و2030.[47]

### مقاصد الهدف 8
- الحفاظ على النمو الاقتصادي الفردي وفقا للظروف الوطنية، وبخاصة على نمو الناتج المحلي الإجمالي بنسبة 7 في المائة على الأقل سنويا في أقل البلدان نموا
- تحقيق مستويات أعلى من الإنتاجية الاقتصادية من خلال التنويع، والارتقاء بمستوى التكنولوجيا، والابتكار، بما في ذلك من خلال التركيز على القطاعات المتسمة بالقيمة المضافة العالية والقطاعات الكثيفة العمالة
- تعزيز السياسات الموجهة نحو التنمية والتي تدعم الأنشطة الإنتاجية، وفرص العمل اللائق، ومباشرة الأعمال الحرة، والقدرة على الإبداع والابتكار، وتشجع على إضفاء الطابع الرسمي على المشاريع المتناهية الصغر والصغيرة والمتوسطة الحجم، ونموها، بما في ذلك من خلال الحصول على الخدمات المالية
- تحسين الكفاءة في استخدام الموارد العالمية في مجال الاستهلاك والإنتاج، تدريجيا، حتى عام 2030، والسعي إلى فصل النمو الاقتصادي عن التدهور البيئي، وفقا للإطار العشري للبرامج بشأن الاستهلاك والإنتاج المستدامين، مع اضطلاع البلدان المتقدمة النمو بدور الريادة
- تحقيق العمالة الكاملة والمنتجة وتوفير العمل اللائق لجميع النساء والرجال، بما في ذلك الشباب والأشخاص ذوي الإعاقة، وتكافؤ الأجر لقاء العمل المتكافئ القيمة، بحلول عام 2030
- الحد بدرجة كبيرة من نسبة الشباب غير الملتحقين بالعمالة أو التعليم أو التدريب بحلول عام 2020
- اتخاذ تدابير فورية وفعالة للقضاء على السخرة وإنهاء الرق المعاصر والاتجار بالبشر لضمان حظر واستئصال أسوأ أشكال عمل الأطفال، بما في ذلك تجنيدهم واستخدامهم كجنود، وإنهاء عمل الأطفال بجميع أشكاله بحلول عام 2025
- حماية حقوق العمل وتعزيز بيئة عمل سالمة وآمنة لجميع العمال، بمن فيهم العمال المهاجرون، وخاصة المهاجرات، والعاملون في الوظائف غير المستقرة
- وضع وتنفيذ سياسات تهدف إلى تعزيز السياحة المستدامة التي توفر فرص العمل وتعزز الثقافة والمنتجات المحلية بحلول عام 2030
- تعزيز قدرة المؤسسات المالية المحلية على تشجيع إمكانية الحصول على الخدمات المصرفية والتأمين والخدمات المالية للجميع، وتوسيع نطاقها
- زيادة دعم المعونة من أجل التجارة للبلدان النامية، خاصة البلدان الأقل نموا، بما في ذلك من خلال الإطار المتكامل المعزز للمساعدة التقنية المتصلة بالتجارة إلى أقل البلدان نموا
- وضع وتفعيل إستراتيجية عالمية لتشغيل الشباب وتنفيذ الميثاق العالمي لتوفير فرص العمل الصادر عن منظمة العمل الدولية بحلول عام 2020.[47]

## الهدف 9– الصناعة والابتكار والبنية التحتية

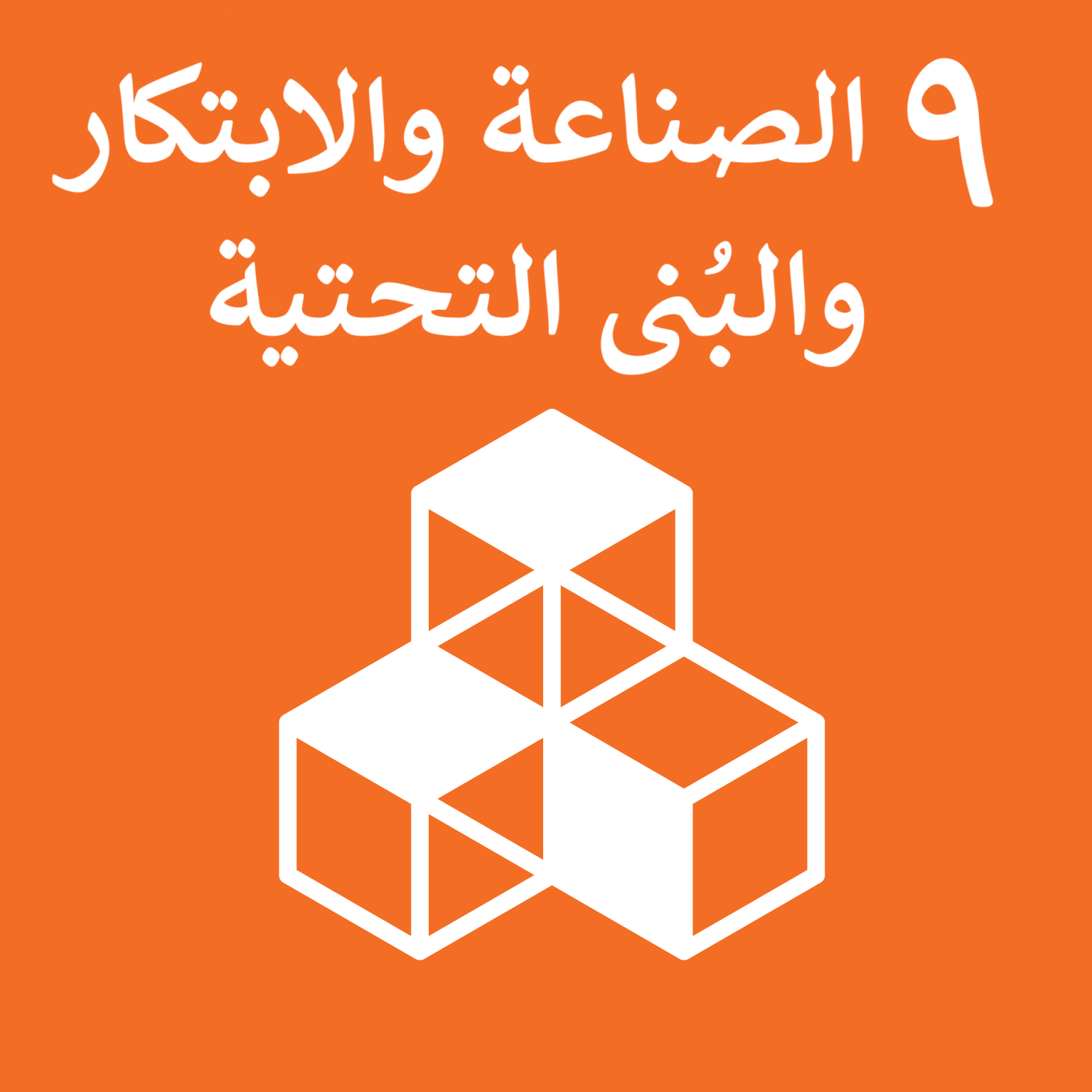
الهدف التاسع من أهداف التنمية المستدامة للأُمم المتحدة هو الصناعة والابتكار والبنية التحتية.

«إقامة بنى تحتية قادرة على الصمود، وتحفيز التصنيع الشامل للجميع والمستدام، وتشجيع الابتكار»
إن الاستثمار في البنية الأساسية – النقل، والري، والطاقة، وتكنولوجيا المعلومات والاتصالات – عنصر حيوي من عناصر تحقيق التنمية المستدامة والتمكين للمجتمعات في كثير من البلدان. وهناك إقرار منذ زمن بعيد بأن النمو في الإنتاجية والدخل وتحسين النتائج الصحية والتعليمية يقتضيان الاستثمار في البنية الأساسية.
وينشأ أيضا عن وتيرة النمو والتحضر حاجة إلى استثمارات جديدة في البنية الأساسية المستدامة التي ستساعد المدن على التكيف بقدر أكبر مع تغير المناخ، وسيكون بوسعها أيضا إعطاء زخم للنمو الاقتصادي والاستقرار الاجتماعي.
وإضافة إلى التمويل الحكومي والمساعدة الإنمائية الرسمية، يجري تشجيع التمويل من القطاع الخاص دعما للبلدان التي هي في حاجة إلى دعم مالي وتكنولوجي وتقني.

### مقاصد الهدف 9
- إقامة بنى تحتية جيدة النوعية وموثوقة ومستدامة وقادرة على الصمود، بما في ذلك البنى التحتية الإقليمية والعابرة للحدود، لدعم التنمية الاقتصادية ورفاه الإنسان، مع التركيز على تيسير سُبُل وصول الجميع إليها بتكلفة ميسورة وعلى قدم المساواة
- تعزيز التصنيع الشامل للجميع والمستدام، وتحقيق زيادة كبيرة بحلول عام 2030 في حصة الصناعة في العمالة وفي الناتج المحلي الإجمالي، بما يتماشى مع الظروف الوطنية، ومضاعفة حصتها في أقل البلدان نموا
- زيادة فرص حصول المشاريع الصناعية الصغيرة الحجم وسائر المشاريع، ولا سيما في البلدان النامية، على الخدمات المالية، بما في ذلك الائتمانات ميسورة التكلفة، وإدماجها في سلاسل القيمة والأسواق
- تحسين البنى التحتية وتحديث الصناعات بحلول عام 2030 من أجل تحقيق استدامتها، مع زيادة كفاءة استخدام الموارد وزيادة اعتماد التكنولوجيات والعمليات الصناعية النظيفة والسليمة بيئيا، ومع قيام جميع البلدان باتخاذ إجراءات وفقا لقدراتها
- تعزيز البحث العلمي وتحسين القدرات التكنولوجية في القطاعات الصناعية في جميع البلدان، ولا سيما البلدان النامية، بما في ذلك، بحلول عام 2030، تشجيع الابتكار والزيادة بنسبة كبيرة في عدد العاملين في مجال البحث والتطوير لكل مليون شخص، وزيادة إنفاق القطاعين العام والخاص على البحث والتطوير
- تيسير تطوير البنى التحتية المستدامة والقادرة على الصمود في البلدان النامية من خلال تحسين الدعم المالي والتكنولوجي والتقني المقدم للبلدان الأفريقية، وأقل البلدان نموا، والبلدان النامية غير الساحلية، والدول الجزرية الصغيرة النامية
- دعم تطوير التكنولوجيا المحلية والبحث والابتكار في البلدان النامية، بما في ذلك عن طريق كفالة وجود بيئة مواتية من حيث السياسات للتنويع الصناعي وإضافة قيمة للسلع الأساسية بين أمور أخرى
- تحقيق زيادة كبيرة في فرص الحصول على تكنولوجيا المعلومات والاتصالات، والسعي إلى توفير فرص الوصول الشامل والميسور إلى شبكة الإنترنت في أقل البلدان نموا بحلول عام 2020.[49]

## الهدف 10– الحد من أوجه عدم المساواة

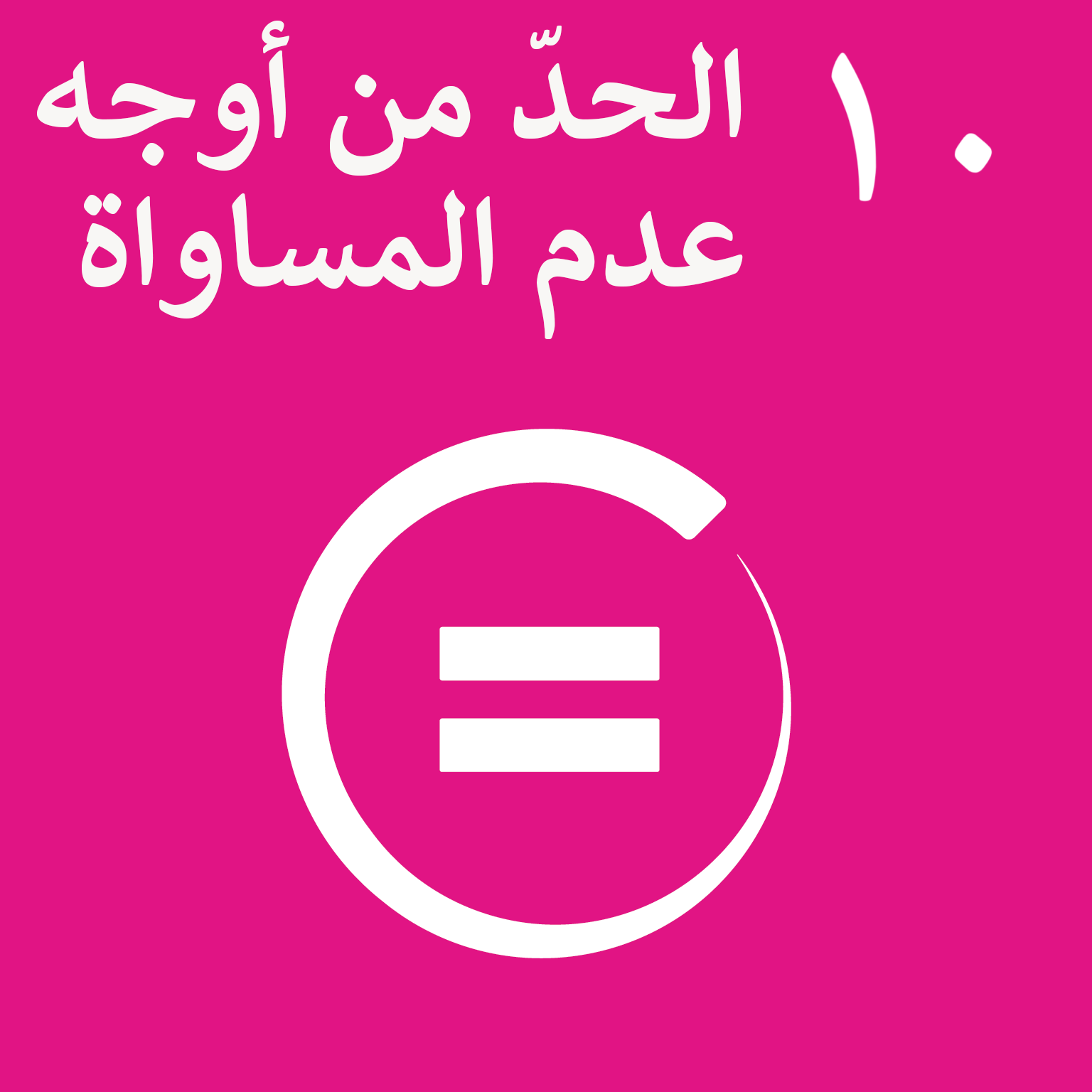
الهدف العاشر من أهداف التنمية المستدامة للأُمم المتحدة هو الحد من أوجه عدم المساواة.

«الحد من انعدام المساواة داخل البلدان وفيما بينها»
خطى المجتمع الدولي خطوات واسعة صوب رفع الناس من هوة الفقر. ولا تزال أشد الدول ضعفا – أقل البلدان نموا، والبلدان النامية غير الساحلية، والدول الجزرية الصغيرة النامية – تشق طريقها صوب خفض حدة الفقر. بيد أن التباين لا يزال متواصلا، حيث هناك تباينات واسعة في إمكانية الحصول على الخدمات الصحية والتعليمية وغير ذلك من الأصول الإنتاجية.
وعلاوة على ذلك، فرغم احتمال حدوث خفض في التباين في الدخل بين البلدان، فإن التباين داخل البلدان أخذ في الارتفاع. وهناك توافق متزايد في الآراء على أن النمو الاقتصادي ليس كافيا لخفض حدة الفقر إذا كان ذلك النمو غير شامل للجميع، ولا يتضمن الأبعاد الثلاثة للتنمية المستدامة وهي الأبعاد الاقتصادية والاجتماعية والبيئية. وسعيا إلى خفض التباين، تم التوصية باتباع سياسات شاملة من حيث المبدأ، على أن تولي الاهتمام في الوقت ذاته لاحتياجات الفئات السكانية المستضعفة والمهمشة.

### حقائق وأرقام
- حدثت زيادة في متوسط التباين – مع أخذ حجم السكان في الاعتبار- بنسبة 11 في المائة بالبلدان النامية بين عامي 1990 و2010.
- تعيش اليوم الغالبية العظمى من الأسر المعيشية في البلدان النامية – أكثر من 75 في المائة من السكان – في مجتمعات يزيد فيها التباين في توزيع الدخل عما كان عليه في التسعينات.
- تبين الأدلة أن التباين يضر، بعد عتبة معينة- بالنمو وجهود خفض حدة الفقر، ونوعية العلاقات في الحياة العامة والحياة السياسية، ومدى شعور الأفراد بتحقق أهدافهم وقيمتهم الذاتية.
- ليس هناك شيء محتم بصدد ارتفاع التباين في الدخل؛ فقد تمكنت بلدان عديدة من احتواء التباين في الدخل أو خفض حدته، وفي الوقت ذاته حققت أداء حسنا في النمو.
- لن يكون في الوسع مواجهة التباين بفعالية ما لم تُؤخذ في الاعتبار الصلات التي لا انفصام لها بين التباين في النتائج والتباين في الفرص المتاحة.
- أقر المسؤولون عن رسم السياسات من شتى أرجاء العالم، في استقصاء عالمي أجراه برنامج الأمم المتحدة الإنمائي، بأن التباين في بلدانهم مرتفع عموما، وقد يشكل تهديدا للتنمية الاجتماعية والاقتصادية على المدى البعيد.
- وتبين الأدلة المستسقاة من البلدان النامية أن الأطفال في أدنى شريحة من شرائح الثروة الخمسة لا يزال يزيد احتمال وفاتهم قبل بلوغ الخامسة من العمر ثلاث مرات عن الأطفال في أغنى شريحة من تلك الشرائح.
- وقد تم توسيع نطاق الحماية الاجتماعية إلى حد كبير على الصعيد العالمي، ومع ذلك فإن الأشخاص ذوي الإعاقة يزيد احتمال تكبدهم نفقات الكوارث الصحية خمس مرات عن المتوسط.
- ورغم هبوط وفيات الأمهات عموما لدى غالبية البلدان النامية، ما زالت النساء في المناطق الريفية يزيد احتمال وفاتهن أثناء الولادة ثلاث مرات عن النساء اللاتي يعشن في المراكز الحضرية.[52]

### مقاصد الهدف 10
- التوصل تدريجيا إلى تحقيق نمو الدخل ودعم استمرار ذلك النمو لأدنى 40 في المائة من السكان بمعدل أعلى من المعدل المتوسط الوطني بحلول عام 2030
- تمكين وتعزيز الإدماج الاجتماعي والاقتصادي والسياسي للجميع، بغض النظر عن السن أو الجنس أو الإعاقة أو العرق أو الإثنية أو الأصل أو الدين أو الوضع الاقتصادي أو غير ذلك، بحلول عام 2030
- ضمان تكافؤ الفرص والحد من أوجه انعدام المساواة في النتائج، بما في ذلك من خلال إزالة القوانين والسياسات والممارسات التمييزية، وتعزيز التشريعات والسياسات والإجراءات الملائمة في هذا الصدد
- اعتماد سياسات، ولا سيما السياسات المالية وسياسات الأجور والحماية الاجتماعية، وتحقيق قدر أكبر من المساواة تدريجيا
- تحسين تنظيم ورصد الأسواق والمؤسسات المالية العالمية وتعزيز تنفيذ تلك التنظيمات
- ضمان تعزيز تمثيل البلدان النامية وإسماع صوتها في عملية صنع القرار في المؤسسات الاقتصادية والمالية الدولية العالمية، من أجل تحقيق المزيد من الفعالية والمصداقية والمساءلة والشرعية للمؤسسات
- تيسير الهجرة وتنقل الأشخاص على نحو منظم وآمن ومنتظم ومتسم بالمسؤولية، بما في ذلك من خلال تنفيذ سياسات الهجرة المخطط لها والتي تتسم بحسن الإدارة
- تنفيذ مبدأ المعاملة الخاصة والتفضيلية للبلدان النامية، خاصة بالبلدان الأقل نموا، بما يتماشى مع اتفاقات منظمة التجارة العالمية
- تشجيع المساعدة الإنمائية الرسمية والتدفقات المالية، بما في ذلك الاستثمار الأجنبي المباشر، إلى الدول التي تشتد الحاجة فيها إليها، ولا سيما أقل البلدان نموا، والبلدان الأفريقية، والدول الجزرية الصغيرة النامية، والبلدان النامية غير الساحلية، وفقا لخططها وبرامجها الوطنية
- خفض تكاليف معاملات تحويلات المهاجرين إلى أقل من 3 في المائة، وإلغاء قنوات التحويلات المالية التي تربو تكاليفها على 5 في المائة، بحلول عام 2030.[52]

## الهدف 11– مدن ومجتمعات محلية مستدامة

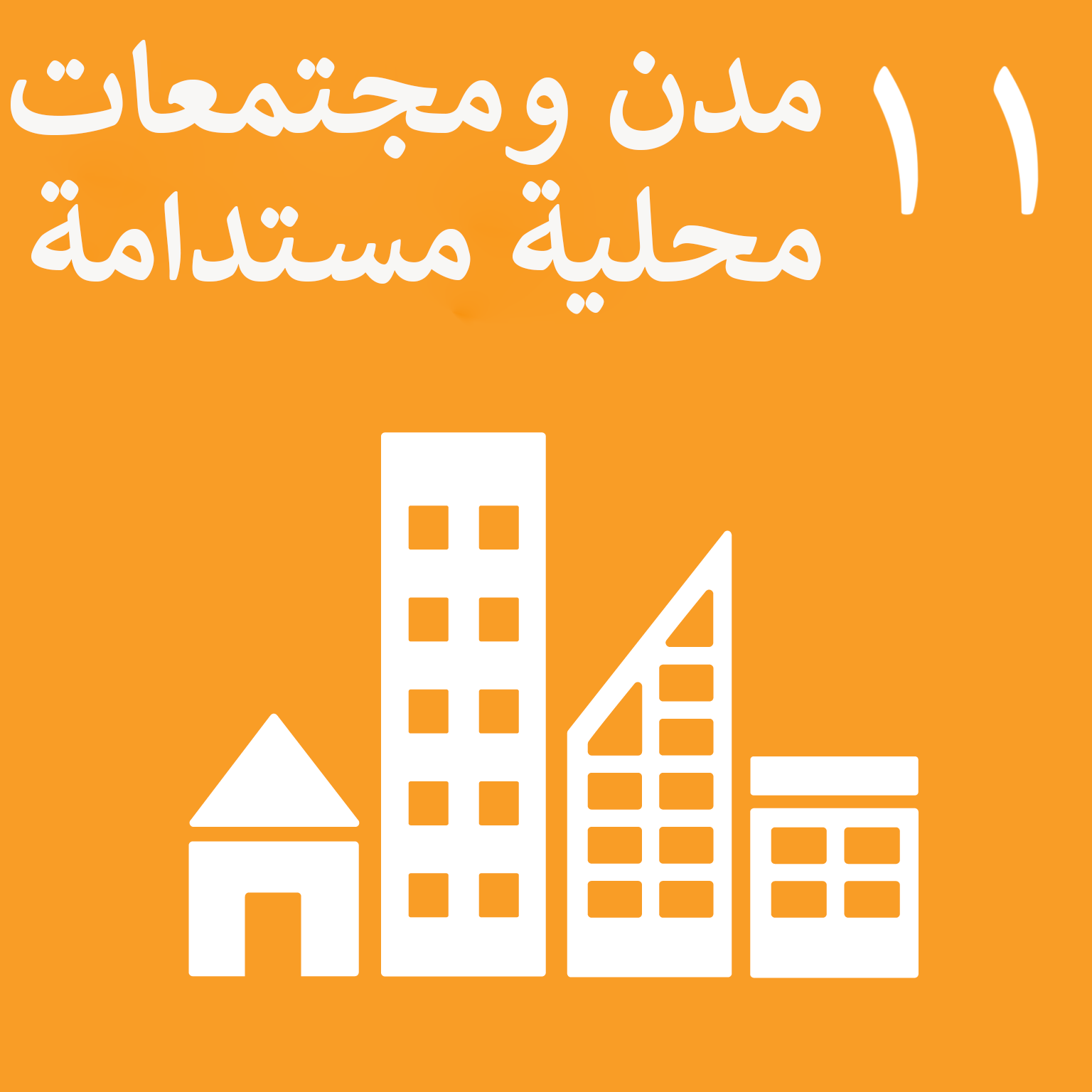
الهدف الحادي عشر من أهداف التنمية المستدامة للأُمم المتحدة هو مدن ومجتمعات محلية مستدامة.

«جعل المدن والمستوطنات البشرية شاملة للجميع وآمنة وقادرة على الصمود ومستدامة.»
ويتمثل هدف عام 2030 في ضمان الوصول إلى مساكن آمنة وبأسعار معقولة. والمؤشر المسماة لقياس التقدم المحرز نحو تحقيق هذا الهدف هو نسبة سكان الحضر الذين يعيشون في أحياء فقيرة أو مستوطنات غير رسمية. بين عامي 2000 و2014، انخفضت النسبة من 39٪ إلى 30٪. بيد أن العدد المطلق للأشخاص الذين يعيشون في الأحياء الفقيرة قد انتقل من 792 مليون نسمة في عام 2000 إلى ما يقدر ب 880 مليون نسمة في عام 2014. وتزايدت حركة الانتقال من المناطق الريفية إلى المناطق الحضرية مع ازدياد عدد السكان وتوفير بدائل أفضل للإسكان.

### حقائق وأرقام
- يعيش نصف البشرية ــ 3.5 بلايين شخص ــ في مدن الآن.
- بحلول سنة 2030 سيعيش ما يقرب من 60 في المائة من سكان العالم في مناطق حضرية.
- سيحدث نحو 95 في المائة من التوسع الحضري في العقود المقبلة في العالم النامي.
- يتواصل ارتفاع عدد الأشخاص الذين يعيشون في أحياء عشوائية فقيرة، ويوجد الآن نحو 828 مليون شخص يعيشون في أحياء من هذا القبيل.
- تشغل مدن العالم نسبة لا تتجاوز 2 في المائة من مساحة الأرض على الكرة الأرضية، ولكنها مسؤولة عن نسبة تتراوح من 60 إلى 80 في المائة من استهلاك الطاقة وعن نسبة قدرها 75 في المائة من انبعاثات الكربون.
- يمارس التحضر السريع ضغطًا على إمدادات المياه العذبة، والصرف، وبيئة المعيشة، والصحة العامة.
- الكثافة المرتفعة نسبيًا للمدن يمكن أن تحقق مكاسب من حيث الكفاءة وابتكارًا تكنولوجيًا في الوقت الذي تحد فيه من استهلاك الموارد والطاقة.[55]

### مقاصد الهدف 11
- ضمان حصول الجميع على مساكن وخدمات أساسية ملائمة وآمنة وميسورة التكلفة، ورفع مستوى الأحياء الفقيرة، بحلول عام 2030
- توفير إمكانية وصول الجميع إلى نظم نقل مأمونة وميسورة التكلفة ويسهل الوصول إليها ومستدامة، وتحسين السلامة على الطرق، ولا سيما من خلال توسيع نطاق النقل العام، مع إيلاء اهتمام خاص لاحتياجات الأشخاص الذين يعيشون في ظل ظروف هشة والنساء والأطفال والأشخاص ذوي الإعاقة وكبار السن، بحلول عام 2030
- تعزيز التوسع الحضري الشامل للجميع والمستدام، والقدرة على تخطيط وإدارة المستوطنات البشرية في جميع البلدان على نحو قائم على المشاركة ومتكامل ومستدام، بحلول عام 2030
- تعزيز الجهود الرامية إلى حماية وصون التراث الثقافي والطبيعي العالمي
- التقليل إلى درجة كبيرة من عدد الوفيات وعدد الأشخاص المتضررين، وتحقيق انخفاض كبير في الخسائر الاقتصادية المباشرة المتصلة بالناتج المحلي الإجمالي العالمي التي تحدث بسبب الكوارث، بما في ذلك الكوارث المتصلة بالمياه، مع التركيز على حماية الفقراء والأشخاص الذين يعيشون في ظل أوضاع هشة، بحلول عام 2030
- الحد من الأثر البيئي السلبي الفردي للمدن، بما في ذلك عن طريق إيلاء اهتمام خاص لنوعية الهواء وإدارة نفايات البلديات وغيرها، بحلول عام 2030
- توفير سبل استفادة الجميع من مساحات خضراء وأماكن عامة، آمنة وشاملة للجميع ويمكن الوصول إليها، ولا سيما بالنسبة للنساء والأطفال وكبار السن والأشخاص ذوي الإعاقة، بحلول عام 2030
- دعم الروابط الإيجابية الاقتصادية والاجتماعية والبيئية بين المناطق الحضرية والمناطق المحيطة بالمناطق الحضرية والمناطق الريفية، من خلال تعزيز تخطيط التنمية الوطنية والإقليمية
- العمل بحلول عام 2020، على الزيادة بنسبة كبيرة في عدد المدن والمستوطنات البشرية التي تعتمد وتنفذ سياسات وخططا متكاملة من أجل شمول الجميع، وتحقيق الكفاءة في استخدام الموارد، والتخفيف من تغير المناخ والتكيف معه، والقدرة على الصمود في مواجهة الكوارث، ووضع وتنفيذ الإدارة الكلية لمخاطر الكوارث على جميع المستويات، بما يتماشى مع إطار سينداي للحد من مخاطر الكوارث للفترة 2015-2030
- دعم أقل البلدان نموا، بما في ذلك من خلال المساعدة المالية والتقنية، في إقامة المباني المستدامة والقادرة على الصمود باستخدام المواد المحلية.[55]

## الهدف 12– الاستهلاك والإنتاج المسؤولان

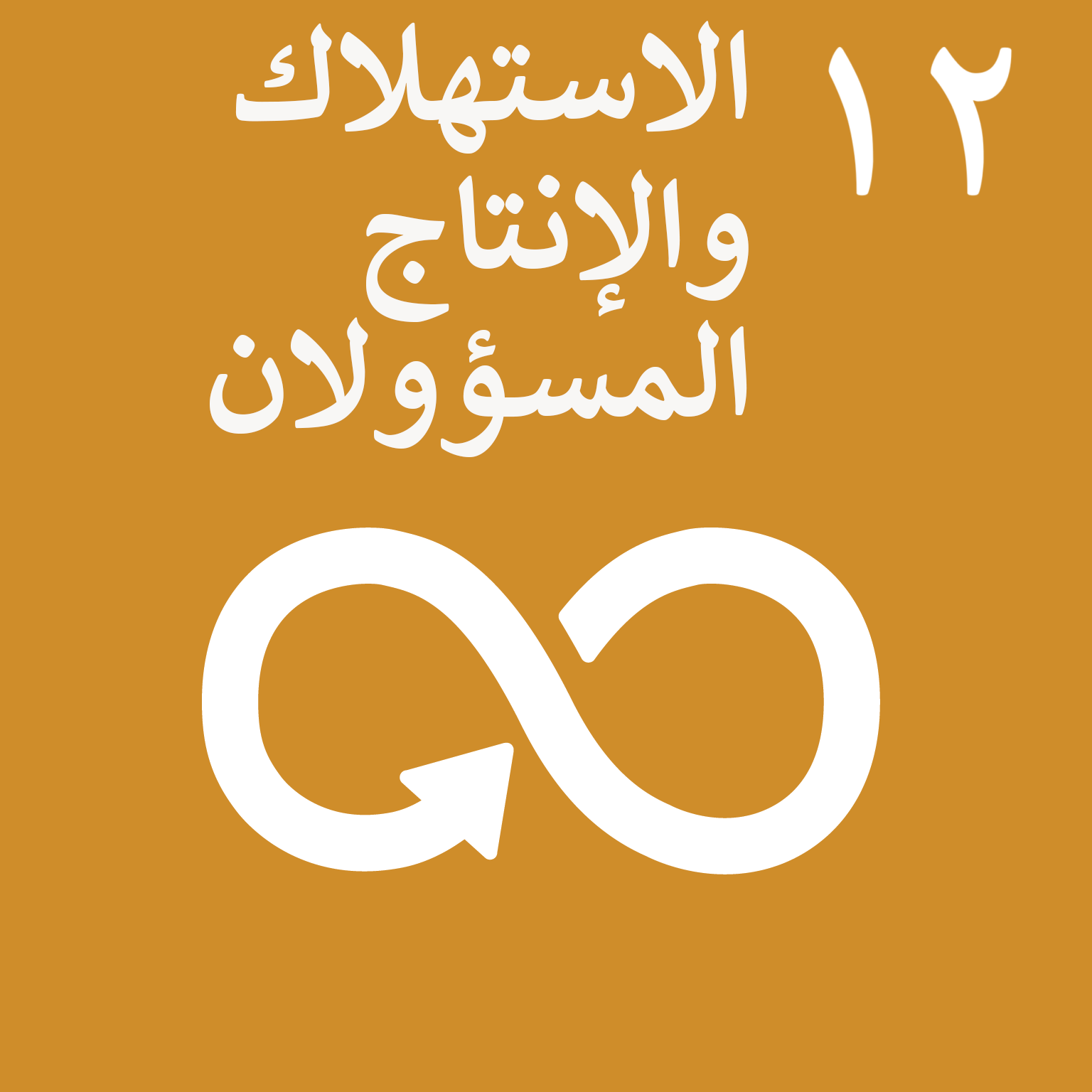
الهدف الثاني عشر من أهداف التنمية المستدامة للأُمم المتحدة هو الاستهلاك والإنتاج المسؤولان.

«ضمان وجود أنماط استهلاك وإنتاج مستدامة.»
إن استخدام أساليب الإنتاج الصديقة للبيئة وتقليل كمية النفايات التي نولدها هي غايات للهدف 12. وينبغي أن تزيد معدلات إعادة التدوير الوطنية بحلول عام 2030، مقاسة بأطنان من المواد المعاد تدويرها. علاوة على ذلك، ينبغي على الشركات تبني ممارسات مستدامة ونشر تقارير الاستدامة.
تتعلق أنماط الاستهلاك والإنتاج المستدامة بتشجيع الكفاءة في الموارد والطاقة، واستدامة البنية الأساسية، وتوفير إمكانية الحصول على الخدمات الأساسية، وتوفير فرص العمل اللائق وغير المضر بالبيئة، وتحسين جودة الحياة لصالح الجميع. ويساعد تطبيق أنماط الاستهلاك والإنتاج المستدامة على إنجاز خطط التنمية الشاملة، وخفض التكاليف الاقتصادية والبيئية والاجتماعية مستقبلا، وتوطيد القدرة التنافسية الاقتصادية، وخفض حدة الفقر.
وتستهدف أنماط الاستهلاك والإنتاج المستدامة” إنتاج المزيد بشكل أفضل وبتكلفة أقل“، وزيادة المكاسب الصافية في الرفاه الناشئة عن الأنشطة الاقتصادية بخفض استعمال الموارد وتقليل تدهورها وما ينشأ عنها من تلوث، على مدار كامل دورة الحياة، مع العمل على زيادة جودة الحياة. ويدخل فيها شتى أصحاب المصلحة، ومنهم أصحاب الأعمال، والمستهلكون، والمسؤولون عن رسم السياسيات، والباحثون، والعلماء، وتجار التجزئة، ووسائط الإعلام، ووكالات التعاون الإنمائي.
وهي تقتضي أيضا اتباع المنهجية في النهوج والتعاون فيما بين الجهات الفاعلة العاملة في سلسلة الإمداد، بدءا من المنتج وحتى المستهلك الأخير. وتشمل، من بين ما تشمل، إشراك المستهلكين من خلال التوعية والتثقيف بأنماط الاستهلاك والحياة المستدامة، وتزويد المستهلكين بما يكفي من معلومات من خلال المعايير والملصقات التعريفية، والانخراط في المشتريات العامة المستدامة.

### حقائق وأرقام
- في كل عام ينتهي ما يقدر بثلث جميع الأغذية المنتجة –ما يعادل 1.3 بليون طن قيمته ترليون دولار – إلى التعفن في صفائح قمامة المستهلكين أو تجار التجزئة، أو العطب بسبب سوء النقل وعدم سلامة عمليات الحصاد.
- وإذا تحول الناس في شتى أرجاء العالم إلى استعمال المصابيح التي تُستعمل فيها الطاقة بكفاءة، سيوفر العالم 120 بليون دولار سنويا.
- وإذا ما بلغ عدد السكان في العالم 9.6 بليون نسمة عام 2050، قد تقتضي الحاجة إلى وجود ما يعادل ثلاثة أمثال كوكب الأرض تقريبا لتوفير الموارد الطبيعية المطلوبة لصون أنماط الحياة الراهنة.[58]

### مقاصد الهدف 12
- تنفيذ الإطار العشري لبرامج الاستهلاك والإنتاج المستدامين، مع قيام جميع البلدان باتخاذ إجراءات وتولي البلدان المتقدمة النمو دور الريادة، مع مراعاة مستوى التنمية في البلدان النامية وقدراتها
- تحقيق الإدارة المستدامة والاستخدام الكفؤ للموارد الطبيعية، بحلول عام 2030
- تخفيض نصيب الفرد من النفايات الغذائية العالمية على صعيد أماكن البيع بالتجزئة والمستهلكين بمقدار النصف، والحد من خسائر الأغذية في مراحل الإنتاج وسلاسل الإمداد، بما في ذلك خسائر ما بعد الحصاد، بحلول عام 2030
- تحقيق الإدارة السليمة بيئيا للمواد الكيميائية والنفايات طوال دورة عمرها، وفقا للأطر الدولية المتفق عليها، والحد بدرجة كبيرة من إطلاقها في الهواء والماء والتربة من أجل التقليل إلى أدنى حد من آثارها الضارة على صحة الإنسان والبيئة، بحلول عام 2020
- 12-5 الحد بدرجة كبيرة من إنتاج النفايات، من خلال المنع والتخفيض وإعادة التدوير وإعادة الاستعمال، بحلول عام 2030
- تشجيع الشركات، ولا سيما الشركات الكبيرة وعبر الوطنية، على اعتماد ممارسات مستدامة، وإدراج معلومات الاستدامة في دورة تقديم تقاريرها
- تعزيز ممارسات الشراء العام المستدامة، وفقا للسياسات والأولويات الوطنية
- ضمان أن تتوافر للناس في كل مكان المعلومات ذات الصلة والوعي بالتنمية المستدامة وأنماط العيش في وئام مع الطبيعة بحلول عام 2030
- دعم البلدان النامية لتعزيز قدراتها العلمية والتكنولوجية للمضي قدما نحو تحقيق أنماط الاستهلاك والإنتاج الأكثر استدامة
- وضع وتنفيذ أدوات لرصد تأثيرات التنمية المستدامة على السياحة المستدامة التي توفر فرص العمل وتعزز الثقافة والمنتجات المحلية
- ترشيد إعانات الوقود الأحفوري غير المتسمة بالكفاءة والتي تشجع على الاستهلاك المسرف، عن طريق القضاء على تشوهات الأسواق، وفقا للظروف الوطنية، بما في ذلك عن طريق إعادة هيكلة الضرائب والتخلص بالتدريج من الإعانات الضارة، حيثما وجدت، لإظهار آثارها البيئية، على أن تراعى في تلك السياسات على نحو كامل الاحتياجات والظروف الخاصة للبلدان النامية، والتقليل إلى أدنى حد من الآثار الضارة التي قد تنال من تنميتها، وعلى نحو يكفل حماية الفقراء والمجتمعات المحلية المتضررة.[58]

## الهدف 13– العمل المناخي

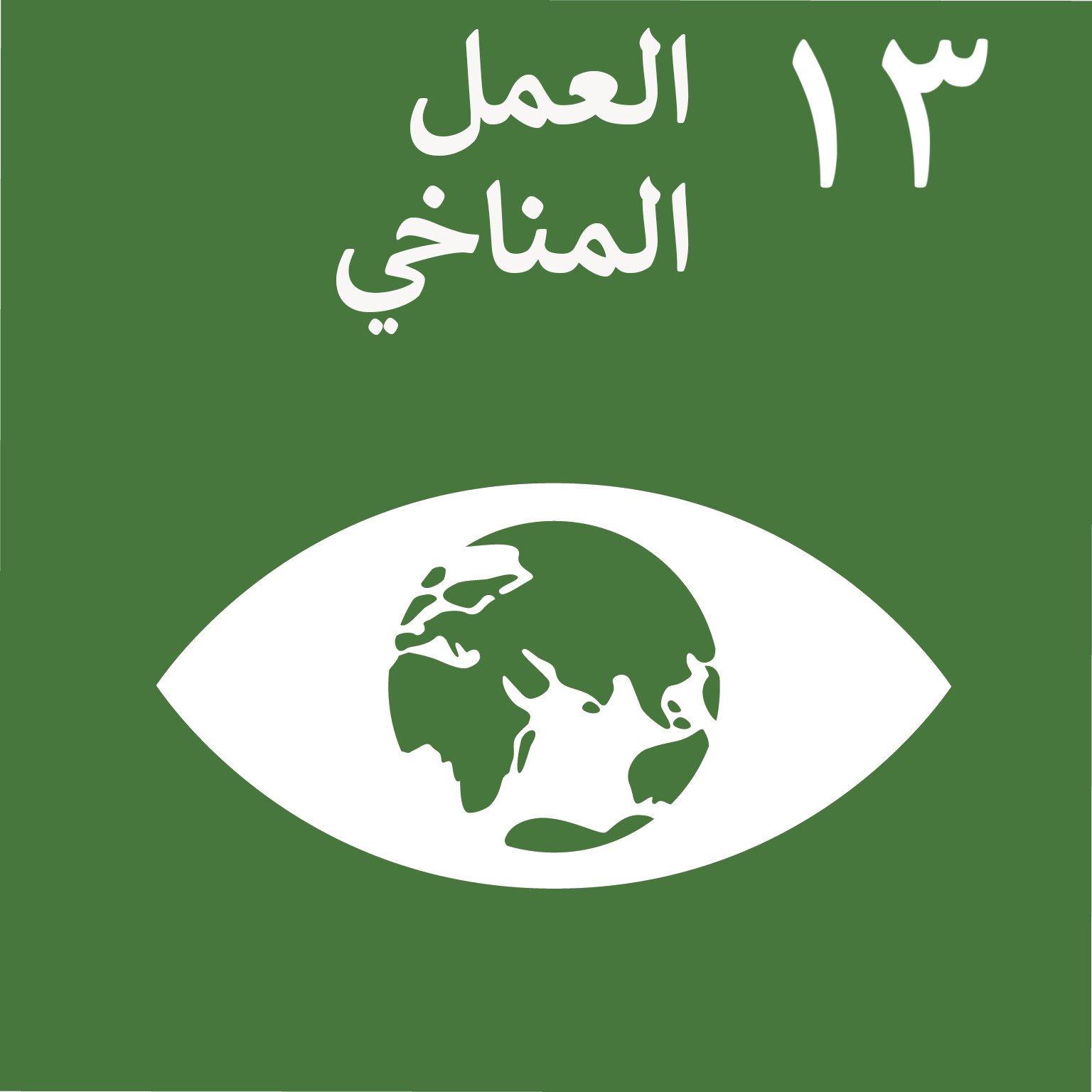
الهدف الثالث عشر من أهداف التنمية المستدامة للأُمم المتحدة هو العمل المناخي.

«اتخاذ إجراءات عاجلة لمكافحة تغير المناخ وآثاره من خلال تنظيم الانبعاثات وتعزيز التطورات في مجال الطاقة المتجددة.»
وحددت مناقشات ومفاوضات الأمم المتحدة الصلات بين عملية التنمية المستدامة لما بعد عام 2015 وعملية تمويل التنمية التي اختتمت في أديس أبابا في يوليو / تموز 2015 ومؤتمر تغير المناخ الذي عقد في باريس في ديسمبر / كانون الأول 2015.
وفي أيار / مايو 2015، خلص تقرير إلى أن اتفاق مناخ طموح جدا في باريس في عام 2015 يمكن أن يمكن البلدان من بلوغ أهداف وغايات التنمية المستدامة.
ويذكر التقرير أيضا أن التصدي لتغير المناخ لن يكون ممكنا إلا إذا تحققت أهداف التنمية المستدامة. وعلاوة على ذلك، ترتبط التنمية الاقتصادية والمناخ ارتباطا وثيقا، لا سيما حول الفقر والمساواة بين الجنسين والطاقة. وتشجع الأمم المتحدة القطاع العام على اتخاذ مبادرة في هذا الجهد للحد من الآثار السلبية على البيئة.
وقد أصبح هذا التركيز المتجدد على التخفيف من آثار تغير المناخ ممكنا بفضل التقارب الجزئي بين الصين والولايات المتحدة الذي تطور في الفترة 2015-2016، ولا سيما في مؤتمر قمة COP21 الذي عقدته الأمم المتحدة (باريس) ومؤتمر مجموعة العشرين (هانغتشو).

### حقائق وأرقام
- في الفترة بين عامي 1880 و2012، ارتفع متوسط الحرارة في العالم بما قدره 0.85 درجة مئوية. ولوضع تلك الحقيقة في نصابها، فإن كل ارتفاع في درجة الحرارة بمقدار درجة واحدة سيفضي إلى هبوط غلة الحبوب بنسبة خمسة في المائة تقريبا. وشهدت غلة محصول كل من الذرة والقمح ومحاصيل رئيسية أخرى هبوطا شديدا على الصعيد العالمي بمقدار 40 ميغا طن سنويا في الفترة بين عامي 1981 و2002 بسبب احترار المناخ.
- وتتعرض المحيطات للاحترار، حيث تشهد مساحة الثلوج والجليد انكماشا، ومستوى سطح البحر ارتفاعا. وفي الفترة بين عامي 1901 و2010، ارتفع متوسط مستوى سطح البحر عالميا بمقدار 19 سنتيمترا، حيث تمددت المحيطات وذاب الجليد بسبب الاحترار. وانكمش مسطح البحر الجليدي بالقارة القطبية بشكل متتابع في كل عقد من العقود منذ عام 1979 بفقدان مسطح جليدي مساحته 1.07 مليون كيلومتر مربع على مدار كل عقد من العقود.
- وفي ضوء التركيزات الراهنة وتواصل انبعاثات غازات الدفيئة، من المحتمل أن يتجاوز الارتفاع في درجة الحرارة عالميا في نهاية هذا القرن 1.5 درجة مئوية، قياسا على الفترة بين عامي 1850 و1900 بالنسبة لجميع السيناريوهات باستثناء سيناريو واحد. وسوف تتعرض محيطات العالم للاحترار وسيستمر ذوبان الجليد. ومن المقدر أن يرتفع مستوى سطح البحر بما مقداره 24-30 سنتيمترا بحلول عام 2065، و40-63 سنتيمترا بحلول عام 2100. وسوف تستمر بدأب معظم جوانب تغير المناخ لدى كثير من البلدان حتى في حالة وقف الانبعاثات.
- وقد ارتفعت في العالم انبعاثات غاز ثاني أكسيد الكربون (CO2) بنحو 50 في المائة منذ عام 1990.
- وتسارع النمو في الانبعاثات في الفترة بين عامي 2000 و2010 بأكثر مما كان عليه في كل عقد من العقود الثلاثة السابقة.
- ولا يزال يتسنى، لدى الاستعانة بمجموعة واسعة من التدابير التكنولوجية والتغييرات في السلوكيات، قصر الارتفاع في متوسط الحرارة عالميا على درجتين مئويتين قياسا على مستويات ما قبل الثورة الصناعية.
- وسيفضي إحداث تغييرات مؤسسية وتكنولوجية رئيسية إلى تهيئة فرصة أفضل من ذي قبل تسمح بعدم تجاوز الاحترار العالمي لتلك العتبة.[64]

### مقاصد الهدف 13
- تعزيز المرونة والقدرة على الصمود في مواجهة الأخطار المرتبطة بالمناخ والكوارث الطبيعية في جميع البلدان، وتعزيز القدرة على التكيف مع تلك الأخطار
- إدماج التدابير المتعلقة بتغير المناخ في السياسات والاستراتيجيات والتخطيط على الصعيد الوطني
- تحسين التعليم وإذكاء الوعي والقدرات البشرية والمؤسسية للتخفيف من تغير المناخ، والتكيف معه، والحد من أثره والإنذار المبكر به
- تنفيذ ما تعهدت به الأطراف من البلدان متقدمة النمو في اتفاقية الأمم المتحدة الإطارية بشأن تغير المناخ من التزام بهدف التعبئة المشتركة لمبلغ قدره 100 بليون دولار سنويا بحلول عام 2020 من جميع المصادر لتلبية احتياجات البلدان النامية، في سياق إجراءات التخفيف المجدية وشفافية التنفيذ، وجعل الصندوق الأخضر للمناخ في حالة تشغيل كامل عن طريق تزويده برأس المال في أقرب وقت ممكن
- تعزيز آليات تحسين مستوى قدرات التخطيط والإدارة الفعالين المتعلقين بتغير المناخ في أقل البلدان نموا، والدول الجزرية الصغيرة النامية، بما في ذلك التركيز على النساء والشباب والمجتمعات المحلية والمهمشة.[64]

## الهدف 14– الحياة تحت الماء

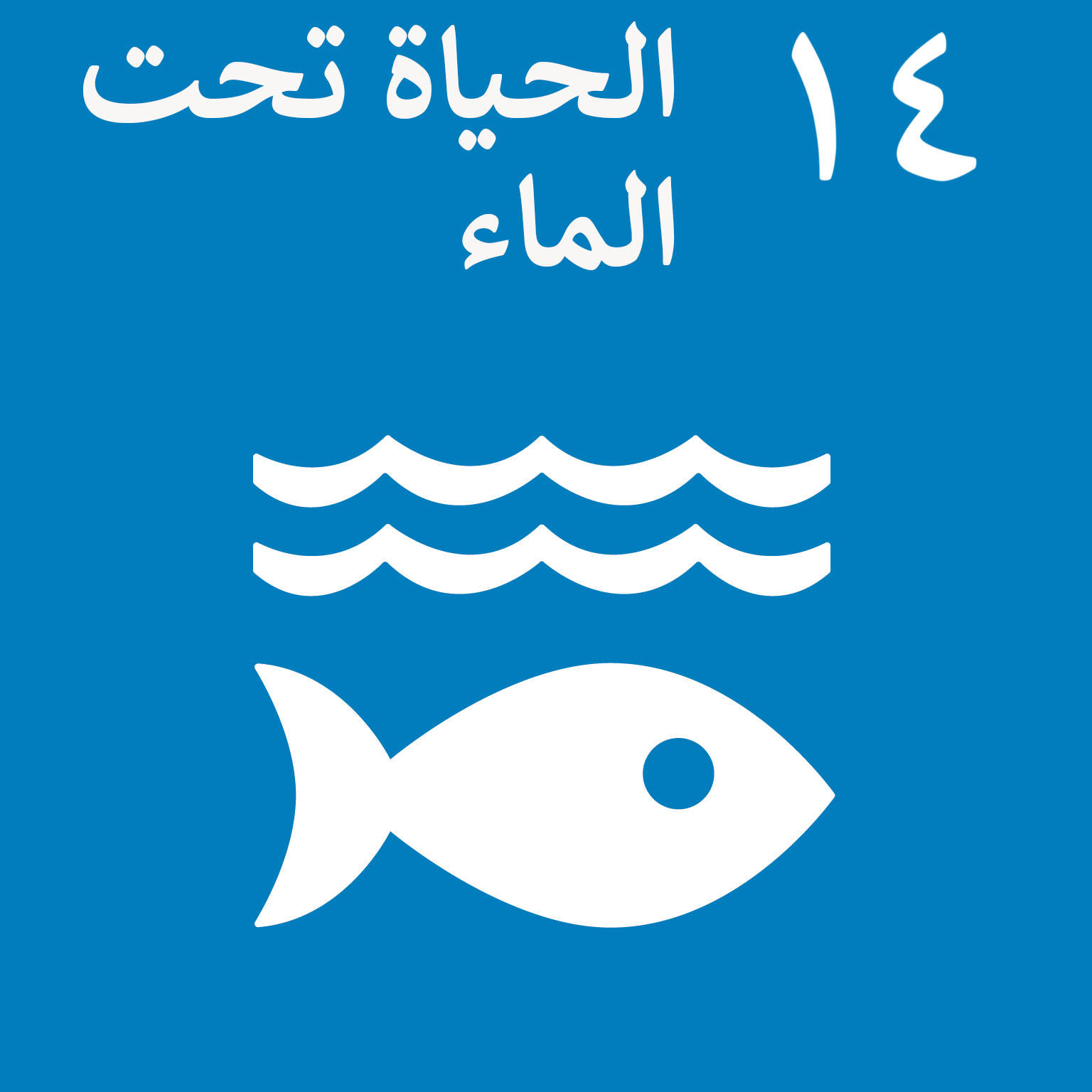
الهدف الرابع عشر من أهداف التنمية المستدامة للأُمم المتحدة هو الحياة تحت الماء.

«حفظ المحيطات والبحار والموارد البحرية واستخدامها على نحو مستدام لتحقيق التنمية المستدامة.»
إن محيطات العالم ــ درجة حرارتها والكيمياء الخاصة بها وتياراتها والحياة فيها ــ هي التي تقف وراء النظم العالمية التي تجعل كوكب الأرض صالحًا للسكنى بالنسبة للبشرية. فمياه أمطارنا ومياه شربنا وطقسنا ومناخنا وسواحلنا وقدر كبير من غذائنا، بل وحتى الأكسجين الموجود في الهواء الذي نتنفسه، توفرها البحار وتنظمها جميعًا في نهاية المطاف. وقد كانت المحيطات والبحار على مر التاريخ قنوات حيوية للتجارة والنقل. وتمثل إدارة هذا المورد العالمي الجوهري بعناية سمة أساسية من سمات مستقبل مستدام.

### حقائق وأرقام
- تغطي المحيطات ثلاثة أرباع سطح الكرة الأرضية، وتحتوي على 97 في المائة من المياه الموجودة على سطح الأرض، وتمثل 99 في المائة من حيز العيش على الكوكب بحسب الحجم.
- يعتمد أكثر من ثلاثة بلايين شخص على التنوع البيولوجي البحري والساحلي فيما يتعلق بسبل معيشتهم.
- عالميًا تُقدر القيمة السوقية للموارد والصناعات البحرية والساحلية بمبلغ 3 تريليونات من الدولارات سنويًا، أو نحو 5 في المائة من الناتج المحلي الإجمالي العالمي.
- تحتوي المحيطات على زهاء 000 200 نوع محدد، ولكن الأعداد الفعلية قد تكون بالملايين.
- تستوعب المحيطات نحو 30 في المائة من ثاني أكسيد الكربون الذي ينتجه البشر، بحيث توفر حماية من تأثيرات الاحترار العالمي.
- تمثل المحيطات أكبر مصدر في العالم للبروتين، بحيث يعتمد أكثر من 2.6 بليون شخص على المحيطات كمصدر رئيسي للبروتين بالنسبة لهم.
- يعمل في مصائد الأسماك البحرية، بطريقة مباشرة أو غير مباشرة، أكثر من 200 مليون شخص.
- تساهم الإعانات التي تُقدم لصيد الأسماك في سرعة استنفاد أنواع سمكية كثيرة وتحول دون بذل جهود لإنقاذ وإعادة مصائد الأسماك العالمية وفرص العمل المتعلقة بها، مما يتسبب في خسائر بمبلغ قدره 50 بليون دولار من دولارات الولايات المتحدة كل سنة كانت مصائد الأسماك المحيطية يمكن أن تحققه.
- تُعتبر نسبة تصل إلى 40 في المائة من محيطات العالم ‘متضررة بشدة’ من الأنشطة البشرية، ومن بينها التلوث واستنفاد مصائد الأسماك وفقدان الموائل الساحلية من قبيل الشعاب المرجانية وأشجار المنغروف والحشائش البحرية، وكذلك من جراء الأنواع المائية الغازية.[66]

### مقاصد الهدف 14
- منع التلوث البحري بجميع أنواعه والحد منه بدرجة كبيرة، ولا سيما من الأنشطة البرية، بما في ذلك الحطام البحري، وتلوث المغذيات، بحلول عام 2025.[67]
- إدارة النظم الإيكولوجية البحرية والساحلية على نحو مستدام وحمايتها، من أجل تجنب حدوث آثار سلبية كبيرة، بما في ذلك عن طريق تعزيز قدرتها على الصمود، واتخاذ الإجراءات اللازمة من أجل تحقيق الصحة والإنتاجية للمحيطات، بحلول عام 2020
- تقليل تحمض المحيطات إلى أدنى حد ومعالجة آثاره، بما في ذلك من خلال تعزيز التعاون العلمي على جميع المستويات
- تنظيم الصيد على نحو فعال، وإنهاء الصيد المفرط والصيد غير القانوني وغير المبلغ عنه وغير المنظم وممارسات الصيد المدمرة، وتنفيذ خطط إدارة قائمة على العلم، من أجل إعادة الأرصدة السمكية إلى ما كانت عليه في أقرب وقت ممكن، لتصل على الأقل إلى المستويات التي يمكن أن تتيح إنتاج أقصى غلة مستدامة وفقا لما تحدده خصائصها البيولوجية، بحلول عام 2020
- حفظ 10 في المائة على الأقل من المناطق الساحلية والبحرية، بما يتسق مع القانون الوطني والدولي واستنادا إلى أفضل المعلومات العلمية المتاحة، بحلول عام 2020
- حظر أشكال الإعانات المقدمة لمصائد الأسماك التي تسهم في الإفراط في قدرات الصيد وفي صيد الأسماك، وإلغاء الإعانات التي تساهم في صيد الأسماك غير المشروع وغير المبلغ عنه وغير المنظم، والإحجام عن استحداث إعانات جديدة من هذا القبيل، مع التسليم بأن المعاملة الخاصة والتفضيلية الملائمة والفعالة للبلدان النامية وأقل البلدان نموا ينبغي أن تكون جزءا لا يتجزأ من مفاوضات منظمة التجارة العالمية بشأن الإعانات لمصائد الأسماك، بحلول عام 2020
- زيادة الفوائد الاقتصادية التي تتحقق للدول الجزرية الصغيرة النامية وأقل البلدان نموا من الاستخدام المستدام للموارد البحرية، بما في ذلك من خلال الإدارة المستدامة لمصائد الأسماك، وتربية الأحياء المائية، والسياحة، بحلول عام 2030
- زيادة المعارف العلمية، وتطوير قدرات البحث، ونقل التكنولوجيا البحرية، مع مراعاة معايير اللجنة الأوقيانوغرافية الحكومية الدولية ومبادئها التوجيهية المتعلقة بنقل التكنولوجيا البحرية، من أجل تحسين صحة المحيطات، وتعزيز إسهام التنوع البيولوجي البحري في تنمية البلدان النامية، ولا سيما الدول الجزرية الصغيرة النامية وأقل البلدان نموا
- توفير إمكانية وصول صغار الصيادين الحرفيين إلى الموارد البحرية والأسواق
- تعزيز حفظ المحيطات ومواردها واستخدامها استخداما مستداما عن طريق تنفيذ القانون الدولي بصيغته الواردة في اتفاقية الأمم المتحدة لقانون البحار التي تضع الإطار القانوني لحفظ المحيطات ومواردها واستخدامها على نحو مستدام، كما تشير إلى ذلك الفقرة 158 من وثيقة” المستقبل الذي نصبو إليه“.[46]

## الهدف 15– الحياة في البرّ

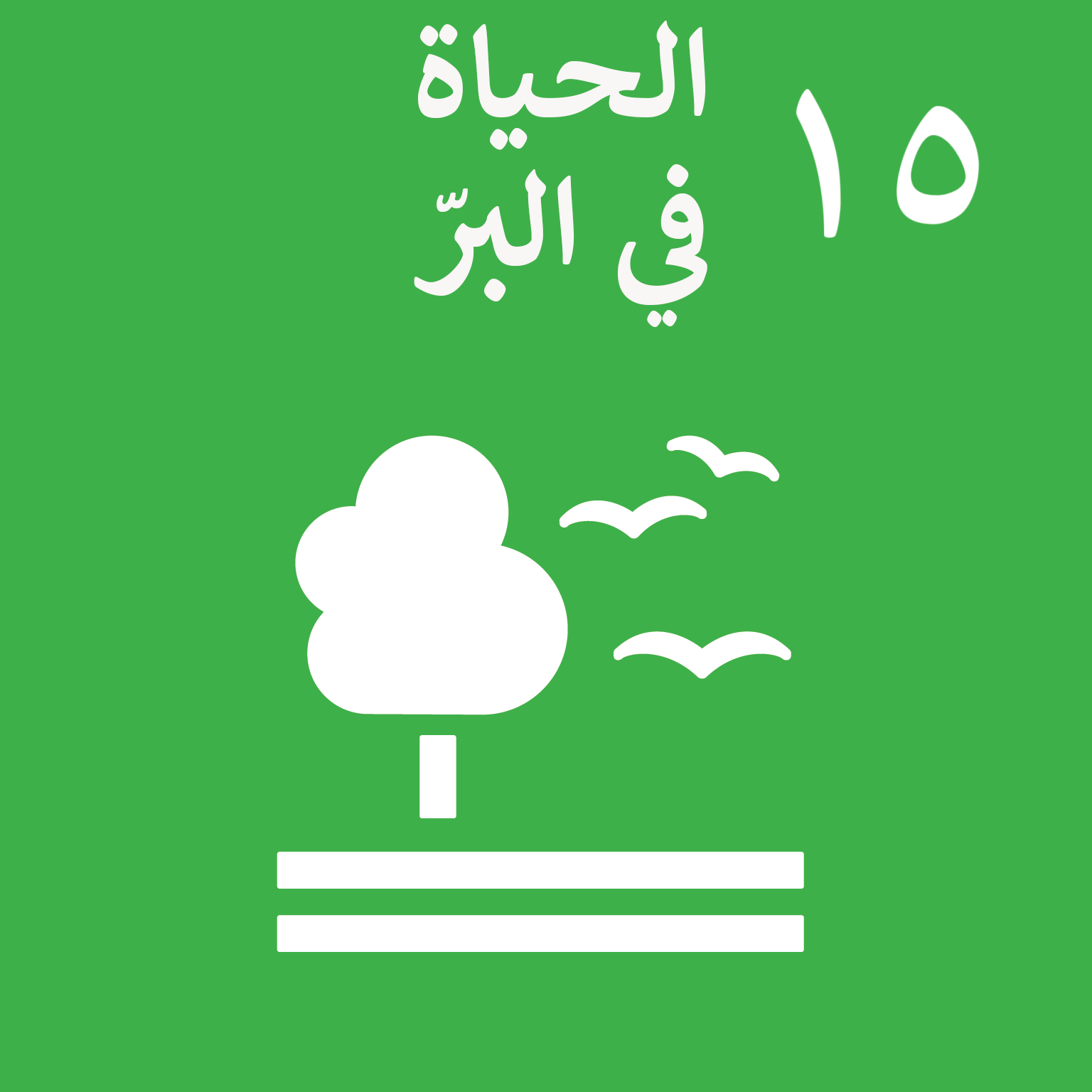
الهدف الخامس عشر من أهداف التنمية المستدامة للأُمم المتحدة هو الحياة في البرّ.

«حماية النظم الإيكولوجية البرية وترميمها وتعزيز استخدامها على نحو مستدام، وإدارة الغابات على نحو مستدام، ومكافحة التصحر، ووقف تدهور الأراضي وعكس مساره، ووقف فقدان التنوع البيولوجي.»
يحدد هذا الهدف غايات للحفاظ على التنوع البيولوجي للغابات والصحراء والأنظمة الإيكولوجية الجبلية كنسبة مئوية من مجموع الكتلة الأرضية. ويمكن الوصول إلى «عالم محايد من تدهور الأراضي» عن طريق استعادة الغابات المتدهورة والأراضي المفقودة بسبب الجفاف والفيضانات. ويدعو الهدف 15 إلى إيلاء مزيد من الاهتمام لمنع غزو الأنواع الغريبة والمزيد من الحماية للحياة البرية المهددة بالانقراض.

### حقائق وأرقام

#### الغابات
- يعتمد زهاء 1.6 بليون من البشر– منهم ما يزيد على 000 2 ثقافة من ثقافات الشعوب الأصلية – على الغابات في الحصول على مصدر رزقهم.
- تأوي الغابات ما يزيد على 80 في المائة من أنواع الحيوانات والنباتات والحشرات الأرضية.[70]

#### التصحر
- يعتمد 2.6 بليون من الناس مباشرة على الزراعة، غير أن نسبة 52 في المائة من الأراضي المستعملة في الزراعة تتأثر تأثرا خفيفا أو شديدا من جراء تدهور التربة.
- يؤثر تدهور الأراضي في 1.5 بليون من البشر عالميا.
- تُقدَّر الزيادة في فقدان الأراضي الصالحة للزراعة عن المعدل التاريخي بما يتراوح بين 30 و35 مرة.
- يُعزى إلى الجفاف والتصحر فقدان مساحة 12 مليون هكتار سنويا (23 هكتار في الدقيقة)، كان يتسنى الاستفادة منها في زراعة 20 مليون طن من الحبوب.
- يتأثر مباشرة 74 في المائة من الفقراء بتدهور الأراضي عالميا.[70]

#### التنوع الإيكولوجي
- تعرض للانقراض نسبة ثمانية في المائة من السلالات الحيوانية المعروفة، البالغ عددها 300 8 سلالة، وهناك نسبة 22 في المائة منها مهددة بالانقراض.
- لم تجر بحوث بصدد إمكانية استعمال أنواع الأشجار، التي يزيد عددها على 000 80 نوع، سوى لنسبة واحد في المائة منها.
- توفر الأسماك نسبة 20 في المائة من البروتين الحيواني لحوالي ثلاثة بلايين من البشر. وتقدم عشرة أنواع فحسب قرابة نسبة 30 في المائة من المصيد بمصائد الأسماك البحرية، بينما توفر عشرة أنواع قرابة 50 في المائة من إنتاج تربية المائيات.
- توفر النباتات ما يزيد على 80 في المائة من نظام الغذاء البشري. وتقدم خمسة أنواع فحسب من الحبوب الغذائية نسبة 60 في المائة من مدخول الطاقة الغذائي.
- تمثل الكائنات المجهرية واللافقاريات عنصرا مهما من عناصر خدمات النظام الإيكولوجي، غير أنه لا يزال هناك قصور في معرفة إسهاماتها والإقرار بتلك الإسهامات.[70]

### مقاصد الهدف 15
- ضمان حفظ وترميم النظم الإيكولوجية البرية والنظم الإيكولوجية للمياه العذبة الداخلية وخدماتها، ولا سيما الغابات والأراضي الرطبة والجبال والأراضي الجافة، وضمان استخدامها على نحو مستدام، وذلك وفقا للالتزامات بموجب الاتفاقات الدولية، بحلول عام 2020
- تعزيز تنفيذ الإدارة المستدامة لجميع أنواع الغابات، ووقف إزالة الغابات، وترميم الغابات المتدهورة وتحقيق زيادة كبيرة في نسبة زرع الغابات وإعادة زرع الغابات على الصعيد العالمي، بحلول عام 2020
- مكافحة التصحر، وترميم الأراضي والتربة المتدهورة، بما في ذلك الأراضي المتضررة من التصحر والجفاف والفيضانات، والسعي إلى تحقيق عالمٍ خالٍ من ظاهرة تدهور الأراضي، بحلول عام 2030
- ضمان حفظ النظم الإيكولوجية الجبلية، بما في ذلك تنوعها البيولوجي، من أجل تعزيز قدرتها على توفير المنافع التي لا غنى عنها لتحقيق التنمية المستدامة، بحلول عام 2030
- اتخاذ إجراءات عاجلة وهامة للحد من تدهور الموائل الطبيعية، ووقف فقدان التنوع البيولوجي، والقيام، بحلول عام 2020، بحماية الأنواع المهدَّدة ومنع انقراضها
- تعزيز التقاسم العادل والمنصف للمنافع الناشئة عن استخدام الموارد الجينية، وتعزيز سبل الوصول إلى تلك الموارد، على النحو المتفق عليه دوليا
- اتخاذ إجراءات عاجلة لوقف الصيد غير المشروع للأنواع المحمية من النباتات والحيوانات والاتجار فيها، والتصدي لمنتجات الأحياء البرية غير المشروعة، على مستويي العرض والطلب على السواء
- اتخاذ تدابير لمنع إدخال الأنواع الغريبة الغازية إلى النظم الإيكولوجية للأراضي والمياه وتقليل أثر ذلك إلى حد كبير، ومراقبة الأنواع ذات الأولوية أو القضاء عليها، بحلول عام 2020
- إدماج قيم النظم الإيكولوجية والتنوع البيولوجي في عمليات التخطيط الوطني والمحلي، والعمليات الإنمائية، واستراتيجيات الحد من الفقر، والحسابات، بحلول عام 2020
- حشد الموارد المالية من جميع المصادر وزيادتها زيادة كبيرة بغرض حفظ التنوع البيولوجي والنظم الإيكولوجية واستخدامها استخدامًا مستدامًا
- حشد موارد كبيرة من جميع المصادر وعلى جميع المستويات بغرض تمويل الإدارة المستدامة للغابات وتوفير ما يكفي من الحوافز للبلدان النامية لتعزيز تلك الإدارة، بما في ذلك حفظ الغابات وإعادة زرع الغابات
- تعزيز الدعم العالمي للجهود الرامية إلى مكافحة الصيد غير المشروع للأنواع المحمية والاتجار بها، وذلك بوسائل تشمل زيادة قدرات المجتمعات المحلية على السعي إلى الحصول على فرص سبل كسب الرزق المستدام.[70]

## الهدف 16– السلام والعدالة والمؤسسات القوية

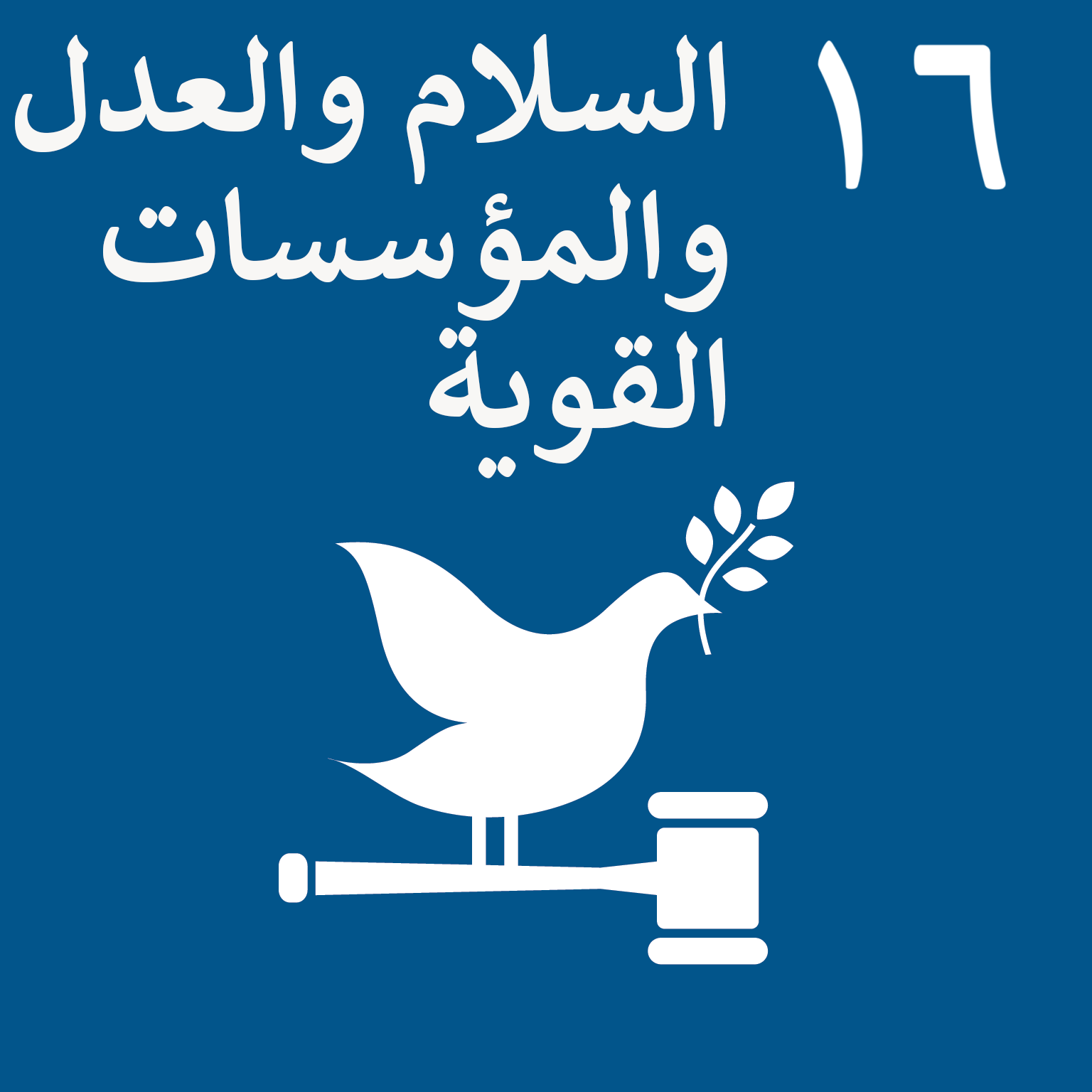
الهدف السادس عشر من أهداف التنمية المستدامة للأُمم المتحدة هو السلام والعدل والمؤسسات القوية.

«تشجيع إقامة مجتمعات سلمية وشاملة للجميع من أجل تحقيق التنمية المستدامة، وتوفير إمكانية الوصول إلى العدالة للجميع وبناء مؤسسات فعالة وخاضعة للمساءلة وشاملة للجميع على جميع المستويات.»
والهدف 16 من أهداف التنمية المستدامة مكرس لتعزيز المجتمعات السلمية والشاملة من أجل تحقيق التنمية المستدامة، وتوفير إمكانية الوصول إلى العدالة للجميع، وبناء مؤسسات فعالة وخاضعة للمساءلة على جميع المستويات. إن الحد من الجرائم العنيفة والاتجار بالجنس والسخرة وإساءة معاملة الأطفال أهداف عالمية واضحة. ويقيم المجتمع الدولي السلام والعدالة ويدعو إلى إقامة نظم قضائية أقوى من شأنها إنفاذ القوانين والعمل على إقامة مجتمع أكثر سلمًا وعدلاً.
  وبحلول عام 2017، يمكن للأمم المتحدة أن تبلغ عن التقدم المحرز في الكشف عن ضحايا الاتجار. وكان عدد النساء والفتيات أكبر من عدد الرجال والفتيان، ولكن نسبة النساء والفتيات انخفضت ببطء. وفي عام 2004، كان 84 في المائة من الضحايا من الإناث، وبحلول عام 2014 انخفض هذا العدد إلى 71 في المائة. وانخفضت أعداد الاستغلال الجنسي إلا أن العمل القسري إزداد. ويتمثل أحد الأهداف في رؤية نهاية الاتجار بالجنس والسخرة وجميع أشكال العنف ضد الأطفال وتعذيبهم. ومع ذلك، فإن الاعتماد على مؤشر «الجرائم المبلغ عنها» يجعل الرصد وتحقيق هذا الهدف صعبًا.

### حقائق وأرقام
- ومن بين المؤسسات الأكثر تأثرا بالفساد السلطة القضائية والشرطة
- كلف الفساد والرشوة والسرقة والتهرب الضريبي حوالي 1.26 تريليون دولار أمريكي للبلدان النامية في السنة؛ يمكن استخدام هذا المبلغ من المال لرفع أولئك الذين يعيشون على أقل من 1.25 دولار يوميا فوق 1.25 دولار لمدة ست سنوات على الأقل
- بلغ معدل الأطفال الذين يتركون المدارس الابتدائية في البلدان المتضررة من النزاع 50 في المائة في عام 2011، وهو ما يمثل 28.5 مليون طفل، مما يبين أثر المجتمعات غير المستقرة على أحد الأهداف الرئيسية لخطة التنمية لما بعد عام 2015: التعليم.
- إن سيادة القانون والتنمية لها علاقة متبادلة كبيرة وتعزز بعضها بعضا، مما يجعلها أساسية للتنمية المستدامة على الصعيدين الوطني والدولي.[36]

### مقاصد الهدف 16
- الحد بدرجة كبيرة من جميع أشكال العنف وما يتصل به من معدلات الوفيات في كل مكان
- إنهاء إساءة المعاملة والاستغلال والاتجار بالبشر وجميع أشكال العنف ضد الأطفال وتعذيبهم
- تعزيز سيادة القانون على الصعيدين الوطني والدولي وضمان تكافؤ فرص وصول الجميع إلى العدالة
- الحد بقدر كبير من التدفقات غير المشروعة للأموال والأسلحة، وتعزيز استرداد الأصول المسروقة وإعادتها ومكافحة جميع أشكال الجريمة المنظمة، بحلول عام 2030
- الحد بدرجة كبيرة من الفساد والرشوة بجميع أشكالهما
- إنشاء مؤسسات فعالة وشفافة وخاضعة للمساءلة على جميع المستويات
- ضمان اتخاذ القرارات على نحو مستجيب للاحتياجات وشامل للجميع وتشاركي وتمثيلي على جميع المستويات
- توسيع وتعزيز مشاركة البلدان النامية في مؤسسات الحوكمة العالمية
- توفير هوية قانونية للجميع، بما في ذلك تسجيل المواليد، بحلول عام 2030
- كفالة وصول الجمهور إلى المعلومات وحماية الحريات الأساسية، وفقًا للتشريعات الوطنية والاتفاقات الدولية
- تعزيز المؤسسات الوطنية ذات الصلة، بوسائل منها التعاون الدولي، سعيًا لبناء القدرات على جميع المستويات، ولا سيما في البلدان النامية، لمنع العنف ومكافحة الإرهاب والجريمة
- تعزيز القوانين والسياسات غير التمييزية لتحقيق التنمية المستدامة.[36]

## الهدف 17– عقد الشراكة لتحقيق الأهداف
«إحياء الشراكة العالمية من أجل التنمية المستدامة.»
وتتطلب خطة ناجحة للتنمية المستدامة إقامة شراكات بين الحكومات والقطاع الخاص والمجتمع المدني. وهذه الشراكات الشاملة القائمة على المبادئ والقيم، والرؤية المشتركة، والأهداف المشتركة التي تضع الناس والكوكب في المركز، هي حاجة إلى المستوى العالمي والإقليمي والوطني والمحلي.
ويلزم اتخاذ إجراءات عاجلة لتعبئة وإعادة توجيه وإطلاق العنان لقوة تحويل تريليونات الدولارات من الموارد الخاصة لتحقيق أهداف التنمية المستدامة. وهناك حاجة إلى استثمارات طويلة الأجل، بما في ذلك الاستثمار الأجنبي المباشر، في القطاعات الحيوية، ولا سيما في البلدان النامية. وهي تشمل الطاقة المستدامة والبنية التحتية والنقل، فضلا عن تكنولوجيات المعلومات والاتصالات. وسيحتاج القطاع العام إلى تحديد اتجاه واضح. ويجب إعادة صياغة أطر المراجعة والرصد واللوائح وهياكل الحوافز التي تمكن هذه الاستثمارات لجذب الاستثمارات وتعزيز التنمية المستدامة. وينبغي تعزيز آليات الرقابة الوطنية مثل مؤسسات الرقابة العليا ومهام الرقابة من جانب الهيئات التشريعية.

### حقائق وأرقام
- بلغت المساعدة الإنمائية الرسمية 134.8 بليون دولار عام 2013، وهو أعلى مستوى مسجل لها على الإطلاق.
- تدخل نسبة 80 في المائة من واردات الدول النامية إلى البلدان المتقدمة النمو بدون جمارك.
- ما زال عبء الدين الواقع على كاهل البلدان النامية مستقرا عند حوالي ثلاثة في المائة من عائد الصادرات.
- تضاعف تقريبا عدد مستعملي شبكة الإنترنت في أفريقيا خلال فترة السنوات الأربع الماضية.
- 30 في المائة من شباب العالم هم من مواليد العصر الرقمي، ويستعملون بنشاط شبكة الإنترنت منذ ما لا يقل عن خمس سنوات.
- غير أن ما يزيد على أربعة بلايين من البشر لا يستعملون شبكة الإنترنت، ينتمي 90 في المائة منهم إلى العالم النامي.[75]

### مقاصد الهدف 17

#### الشؤون المالية
- تعزيز تعبئة الموارد المحلية، بوسائل تشمل تقديم الدعم الدولي إلى البلدان النامية، لتحسين القدرات المحلية في مجال تحصيل الضرائب وغيرها من الإيرادات
- قيام البلدان المتقدمة النمو بتنفيذ التزاماتها في مجال المساعدة الإنمائية الرسمية تنفيذًا كاملًا، بما في ذلك التزام العديد من تلك البلدان ببلوغ هدف تخصيص نسبة 0.7 في المائة من دخلها القومي الإجمالي للمساعدة الإنمائية الرسمية المقدمة إلى البلدان النامية، وتخصيص نسبة تتراوح بين 0.15 و 0.20 في المائة من الدخل القومي الإجمالي للمساعدة الإنمائية الرسمية لأقل البلدان نموًا؛ ويشجَّع مقدمو المساعدة الإنمائية الرسمية على النظر في إمكانية رسم هدف يتمثل في تخصيص 0.20 في المائة على الأقل من الناتج القومي الإجمالي للمساعدة الإنمائية الرسمية لأقل البلدان نموا
- حشد موارد مالية إضافية من مصادر متعددة من أجل البلدان النامية
- مساعدة البلدان النامية في تحقيق القدرة على تحمل الديون على المدى الطويل من خلال تنسيق السياسات الرامية إلى تعزيز التمويل بديون وتخفيف أعباء الديون وإعادة هيكلتها، حسب الاقتضاء، ومعالجة مسألة الديون الخارجية للبلدان الفقيرة المثقلة بها لإخراجها من حالة المديونية الحرجة
- اعتماد نظم لتشجيع الاستثمار لأقل البلدان نموًا وتنفيذها.[75]

#### التكنولوجيا
- تعزيز التعاون الإقليمي والدولي بين الشمال والجنوب وفيما بين بلدان الجنوب والتعاون الثلاثي فيما يتعلق بالعلوم والتكنولوجيا والابتكار والوصول إليها، وتعزيز تبادل المعارف وفق شروط متفق عليها، بوسائل تشمل تحسين التنسيق فيما بين الآليات القائمة، ولا سيما على مستوى الأمم المتحدة، ومن خلال آلية عالمية لتيسير التكنولوجيا
- تعزيز تطوير تكنولوجيات سليمة بيئيًا ونقلها وتعميمها ونشرها إلى البلدان النامية بشروط مواتية، بما في ذلك الشروط التساهلية والتفضيلية، وذلك على النحو المتفق عليه
- التفعيل الكامل لبنك التكنولوجيا وآلية بناء القدرات في مجالات العلم والتكنولوجيا والابتكار لصالح أقل البلدان نموًا بحلول عام 2017، وتعزيز استخدام التكنولوجيات التمكينية، ولا سيما تكنولوجيا المعلومات والاتصالات.[75]

#### بناء القدرات
- تعزيز الدعم الدولي لتنفيذ بناء القدرات في البلدان النامية تنفيذًا فعالًا ومحدد الأهداف من أجل دعم الخطط الوطنية الرامية إلى تنفيذ جميع أهداف التنمية المستدامة، بوسائل تشمل التعاون بين الشمال والجنوب وفيما بين بلدان الجنوب والتعاون الثلاثي.[75]

#### التجارة
- تعزيز نظام تجاري متعدد الأطراف عالمي وقائم على القواعد ومفتوح وغير تمييزي ومنصف في إطار منظمة التجارة العالمية، بوسائل منها اختتام المفاوضات الجارية في إطار خطة الدوحة الإنمائية التي وضعتها تلك المنظمة
- زيادة صادرات البلدان النامية زيادةً كبيرةً، ولا سيما بغرض مضاعفة حصة أقل البلدان نموًا من الصادرات العالمية بحلول عام 2020
- تحقيق التنفيذ المناسب التوقيت لوصول منتجات جميع أقل البلدان نموًا إلى الأسواق بدون رسوم جمركية أو حصص مفروضة، تماشيًا مع قرارات منظمة التجارة العالمية، بوسائل منها كفالة جعل قواعد المنشأ التفضيلية المنطبقة على واردات أقل البلدان نموًا شفافةً وبسيطةً، وكفالة مساهمة تلك القواعد في تيسير الوصول إلى الأسواق.[75]

#### المسائل العامة
- اتساق السياسات والمؤسسات
- تعزيز استقرار الاقتصاد الكلي على الصعيد العالمي، بوسائل تشمل تنسيق السياسات وتحقيق اتساقها
- تعزيز اتساق السياسات من أجل تحقيق التنمية المستدامة
- احترام الحيز السياساتي والقيادة الخاصين بكل بلد لوضع وتنفيذ سياسات للقضاء على الفقر وتحقيق التنمية المستدامة.[75]

#### شراكات أصحاب المصلحة المتعددين
- تعزيز الشراكة العالمية من أجل تحقيق التنمية المستدامة، واستكمالها بشراكات بين أصحاب المصلحة المتعددين لجمع المعارف والخبرات والتكنولوجيا والموارد المالية وتقاسمها، وذلك بهدف تحقيق أهداف التنمية المستدامة في جميع البلدان، ولا سيما البلدان النامية
- تشجيع وتعزيز الشراكات العامة وبين القطاع العام والقطاع الخاص وشراكات المجتمع المدني الفعالة، بالاستفادة من الخبرات المكتسبة من الشراكات ومن استراتيجياتها لتعبئة الموارد.[75]

#### البيانات والرصد والمساءلة
- تعزيز تقديم الدعم لبناء قدرات البلدان النامية، بما في ذلك أقل البلدان نموًا والدول الجزرية الصغيرة النامية، لتحقيق زيادة كبيرة في توافر بيانات عالية الجودة ومناسبة التوقيت وموثوقة ومفصلة حسب الدخل، ونوع الجنس، والسن، والعرق، والانتماء العرقي، والوضع كمهاجر، والإعاقة، والموقع الجغرافي وغيرها من الخصائص ذات الصلة في السياقات الوطنية، بحلول عام 2020
- الاستفادة من المبادرات القائمة لوضع مقاييس للتقدم المحرز في تحقيق التنمية المستدامة تكمِّل الناتج المحلي الإجمالي، ودعم بناء القدرات الإحصائية في البلدان النامية، بحلول عام 2030.[75]

## الانتقادات

### تنافس الأهداف
قد تكون أهداف التنمية المستدامة متناقضة. على سبيل المثال، تسعى مستويات عالية من نمو الناتج المحلي الإجمالي العالمي قد يقوض الأهداف البيئية. وبالمثل، فإن زيادة العمالة والأجور يمكن أن تعمل على الحد من تكاليف المعيشة. ويتعين على ثلاثة قطاعات أن تتضافر من أجل تحقيق التنمية المستدامة. هذه القطاعات الاقتصادية والاجتماعية والبيئية بأوسع معانيها. وهذا يتطلب تعزيز البحوث المتعددة التخصصات والمتعددة التخصصات في مختلف القطاعات، والتي يمكن أن تكون صعبة.

### أهداف كثيرة جدًا
قال تعليق في مجلة الإيكونوميست في عام 2015 إن 169 هدفا لأهداف التنمية المستدامة كثيرة جدا، ووصفها بأنها «مترامية الأطراف»، و«الفوضى» مقارنة بالأهداف الإنمائية للألفية. ويقال إن الأهداف تتجاهل السياق المحلي. وقد تكون جميع الأهداف الستة عشر الأخرى مرهونة بتحقيق الهدف 1 من أهداف التنمية المستدامة، وهو القضاء على الفقر الذي كان ينبغي أن يكون على رأس قائمة قصيرة جدا من الأهداف.
ومن ناحية أخرى، اتفق جميع أصحاب المصلحة تقريبا الذين شاركوا في مفاوضات لتطوير أهداف التنمية المستدامة على أن العدد المرتفع البالغ 17 هدفا له ما يبرره لأن جدول الأعمال الذي يتناولونه يشمل الجميع.

### ارتفاع تكلفة تحقيق أهداف التنمية المستدامة
تقدر الإيكونوميست أن التخفيف من وطأة الفقر وتحقيق أهداف التنمية المستدامة الأخرى سيتطلب حوالي 2 - 3 تريليون دولار أمريكي سنويا على مدى السنوات ال 15 المقبلة التي أطلق عليها «الخيال الخالص». وكانت التقديرات لتوفير المياه النظيفة والصرف الصحي لجميع السكان من جميع القارات تصل إلى 200 مليار. ويحذر البنك الدولي من أن التقديرات يجب أن تتم حسب البلد، وأن يعاد تقييمها على مر الزمن.

### الردود على الانتقادات
تلقت أهداف التنمية المستدامة دعما واسعا من العديد من المنظمات غير الحكومية. وهذا يختلف عن الأهداف الإنمائية للألفية، التي انتقدت بشدة من قبل العديد من المنظمات غير الحكومية باعتبارها تعالج فقط المشاكل؛ وعلى النقيض من ذلك، تتعامل أهداف التنمية المستدامة مع أسباب المشاكل. وكانت الأهداف الإنمائية للألفية تتعلق بالتنمية في حين أن أهداف التنمية المستدامة تتعلق بالتنمية المستدامة. وأخيرا، استخدمت الأهداف الإنمائية للألفية نهجا صامتا للمشاكل، في حين أن أهداف التنمية المستدامة تأخذ بعين الاعتبار الترابط بين جميع المشاكل.